# Copa del Rey de fútbol 2016-17
La Copa del Rey de Fútbol 2016-17 fue la edición 113 de dicha competición española. Contó con la participación de los equipos de Primera, Segunda, Segunda B y Tercera División, excepto los equipos filiales de otros clubes aunque jueguen en dichas categorías. El torneo empezó el 31 de agosto de 2016 y finalizó el 27 de mayo de 2017.

## Equipos clasificados
Disputan la Copa del Rey 2016–17, habiendo sellado su presencia en función de su clasificación en las cuatro primeras categorías del sistema de ligas en la temporada 2015/16, y partiendo de determinadas rondas según su categoría en la correspondiente campaña, los siguientes equipos:

### Primera División
Los veinte equipos participantes de la Primera División 2015/16:
- Athletic Club
- S. D. Eibar
- Real Sociedad
- Atlético de Madrid
- Getafe C. F.
- Rayo Vallecano
- Real Madrid C. F.
- F. C. Barcelona
- R. C. D. Espanyol
- R. C. Celta de Vigo
- R. C. Deportivo de La Coruña
- Granada C. F.
- Málaga C. F.
- Real Betis
- Sevilla F. C.
- U. D. Las Palmas
- Levante U. D.
- Valencia C. F.
- Villarreal C. F.
- Sporting de Gijón

### Segunda División
Veintiún equipos participantes de la Segunda División 2015/16 (excluido el Bilbao Athletic como equipo filial):
- Albacete Balompié
- A. D. Alcorcón
- C. D. Leganés
- U. D. Almería
- Córdoba C. F.
- Deportivo Alavés
- Elche C. F.
- Gimnàstic de Tarragona
- Girona F. C.
- U. E. Llagostera-Costa Brava
- S. D. Huesca
- Real Zaragoza
- C. D. Lugo
- R. C. D. Mallorca
- C. D. Mirandés
- C. D. Numancia
- S. D. Ponferradina
- Real Valladolid C. F.
- C. A. Osasuna
- Real Oviedo
- C. D. Tenerife

### Segunda División B
Veinticuatro equipos de Segunda División B 2015/16: los cinco mejores clasificados en cada uno de los cuatro grupos, exceptuando los equipos filiales, además de los cuatro clubes con mayor puntuación, sin distinción de grupos.
- C. D. Alcoyano
- Hércules de Alicante C. F.
- S. D. Amorebieta
- Arenas Club
- Barakaldo C. F.
- Real Unión
- Sestao River
- U. E. Cornellà
- Club Lleida Esportiu
- C. F. Reus Deportiu
- Burgos C. F.
- C. D. Guijuelo
- Cultural y Deportiva Leonesa
- Cádiz C. F.
- F. C. Cartagena
- La Hoya Lorca C. F.
- Real Murcia C. F.
- UCAM Murcia C. F.
- U. D. Logroñés
- Racing de Ferrol
- Racing de Santander
- C. D. Toledo
- U. D. Socuéllamos
- C. D. Tudelano

### Tercera División
Los dieciocho equipos campeones de los grupos de Tercera División 2015/16 (en caso de que un equipo filial sea campeón de su grupo la plaza se adjudica al equipo no filial mejor clasificado exceptuando si el primer equipo de dicho filial jugara en Segunda División B y no se clasificara para la copa del rey en cuyo caso iría el primer equipo).
- C. D. Boiro
- Caudal Deportivo
- C. D. Laredo
- S. D. Zamudio
- A. E. Prat
- Atlético Saguntino
- U. D. San Sebastián de los Reyes
- Zamora C. F.
- Atlético Mancha Real
- Atlético Sanluqueño C. F.
- S. D. Formentera
- U. D. Villa de Santa Brígida
- C. F. Lorca Deportiva
- Extremadura U. D.
- C. A. Cirbonero
- C. D. Calahorra
- Andorra C. F.
- U. B. Conquense

## Calendario y formato[2]
| Ronda                  | Sorteo                  | Fechas                         | Eliminatorias | Clubes  | Detalles del formato |
| ---------------------- | ----------------------- | ------------------------------ | ------------- | ------- | --- |
| Primera ronda          | 22 de julio de 2016     | 31 de agosto de 2016           | 18            | 83 → 65 | Incorporaciones: Clubes participantes de Tercera División y Segunda División B. Exentos: un total de 6 equipos de Segunda División B. Formato del sorteo: Los equipos de enfrentan en función de la proximidad. Equipo local: El equipo cuya bola fuera extraída primero. Formato de las eliminatorias: a un partido. Clasificación: los eliminados en esta ronda se clasifican para la Copa Federación. |
| Segunda ronda          | 22 de julio de 2016     | 6, 7 y 8 de septiembre de 2016 | 22            | 65 → 43 | Incorporaciones: Clubes participantes de Segunda División. Exentos: un equipo de Segunda División. Formato del sorteo: Los equipos de Segunda División se enfrentan entre ellos. Equipo local: El equipo cuya bola fuera extraída primero. Formato de las eliminatorias: a un partido. |
| Tercera ronda          | 9 de septiembre de 2016 | 11 y 12 de octubre de 2016     | 11            | 43 → 32 | Exentos: un equipo que aún no haya sido exento. Formato del sorteo: Los equipos de Segunda División se enfrentan entre ellos. Equipo local: El equipo cuya bola fuera extraída primero. Formato de las eliminatorias: a un partido. |
| Dieciseisavos de final | 14 de octubre de 2016   | 30 de noviembre de 2016        | 16            | 32 → 16 | Incorporaciones: Clubes participantes de Primera División. Formato del sorteo: Los equipos de Primera División que participen en competiciones europeas, se enfrentarán a los equipos de Segunda División B y Tercera División. Los equipos de Segunda División jugarán contra equipos de Primera División. El resto de equipos de Primera división se enfrentarán entre ellos. Equipo local en la ida: El equipo de menor categoría, en caso de ser la misma categoría será el equipo cuya bola fuera extraída primero. Formato de las eliminatorias: a doble partido. |
| Dieciseisavos de final | 14 de octubre de 2016   | 21 de diciembre de 2016        | 16            | 32 → 16 | Incorporaciones: Clubes participantes de Primera División. Formato del sorteo: Los equipos de Primera División que participen en competiciones europeas, se enfrentarán a los equipos de Segunda División B y Tercera División. Los equipos de Segunda División jugarán contra equipos de Primera División. El resto de equipos de Primera división se enfrentarán entre ellos. Equipo local en la ida: El equipo de menor categoría, en caso de ser la misma categoría será el equipo cuya bola fuera extraída primero. Formato de las eliminatorias: a doble partido. |
| Octavos de final       | 23 de diciembre de 2016 | 4 de enero de 2017             | 8             | 16 → 8  | Formato del sorteo: Todos contra todos. Equipo local en la ida: El equipo de menor categoría, en caso de ser la misma categoría será el equipo cuya bola fuera extraída primero. Formato de las eliminatorias: a doble partido. |
| Octavos de final       | 23 de diciembre de 2016 | 11 de enero de 2017            | 8             | 16 → 8  | Formato del sorteo: Todos contra todos. Equipo local en la ida: El equipo de menor categoría, en caso de ser la misma categoría será el equipo cuya bola fuera extraída primero. Formato de las eliminatorias: a doble partido. |
| Cuartos de final       | 13 de enero de 2017     | 18 de enero de 2017            | 4             | 8 → 4   | Formato del sorteo: Todos contra todos. Equipo local en la ida: El equipo cuya bola fuera extraída primero. Formato de las eliminatorias: a doble partido. |
| Cuartos de final       | 13 de enero de 2017     | 25 de enero de 2017            | 4             | 8 → 4   | Formato del sorteo: Todos contra todos. Equipo local en la ida: El equipo cuya bola fuera extraída primero. Formato de las eliminatorias: a doble partido. |
| Semifinales            | 27 de enero de 2017     | 1 de febrero de 2017           | 2             | 4 → 2   | Formato del sorteo: Todos contra todos. Equipo local en la ida: El equipo cuya bola fuera extraída primero. Formato de las eliminatorias: a doble partido. |
| Semifinales            | 27 de enero de 2017     | 8 de febrero de 2017           | 2             | 4 → 2   | Formato del sorteo: Todos contra todos. Equipo local en la ida: El equipo cuya bola fuera extraída primero. Formato de las eliminatorias: a doble partido. |
| Final                  | 27 de enero de 2017     | 27 de mayo de 2017             | 1             | 2 → 1   | Estadio: neutral, a ser designado por la RFEF. Formato de las eliminatorias: a un partido. Clasificación: el ganador se clasifica para la fase de grupos de la Liga Europa de la UEFA. |

Notas
- Cuando al término de los minutos reglamentarios se mantenga el empate, se jugará una prórroga, si el empate persiste, se decidirá con tiros desde el punto penal.

## Rondas previas

### Primera ronda
Disputaron la primera ronda del torneo los 42 equipos de Segunda División B y Tercera División, de los cuales seis fueron exentos. El sorteo se celebró el 22 de julio de 2016 en la Ciudad del Fútbol de Las Rozas. La eliminatoria se decidió a partido único el 31 de agosto de 2016, en el campo de los clubes cuyas bolas del sorteo fueron extraídas en primer lugar el día del sorteo.

Clubes exentos: Arenas Club, Real Racing Club de Santander, F. C. Cartagena, U.E. Llagostera-Costa Brava, C. D. Alcoyano y C. D. Tudelano.

#### Partido único
| 31 de agosto de 2016, 20:00                                           | Racing Club de Ferrol                   | 3:2 (1:1) | Zamora C.F.                   | Estadio de A Malata, Ferrol                                 |                                                             |
|                                                                       | - Sergio 22' - Macedo 68' - Delgado 76' | Reporte   | - 25' Caramelo - 79' Eguileor | Asistencia: 1.000 espectadores Árbitro(s): Rodríguez García | Asistencia: 1.000 espectadores Árbitro(s): Rodríguez García |
| Se clasifica el Racing Club de Ferrol con un resultado global de 3:2. |                                         |           |                               |                                                             |                                                             |

| 31 de agosto de 2016, 20:00                                                                      | C. D. Boiro  | 1:3 (1:1, 1:1) (0:2 t. s.) | C. D. Guijuelo                          | Municipal de Barraña, Boiro                             |                                                         |
|                                                                                                  | - Gonzalo 2' | Reporte                    | - 7' Pino - 106' Vidal - 120'+5' Suárez | Asistencia: 1.000 espectadores Árbitro(s): Ruiz Álvarez | Asistencia: 1.000 espectadores Árbitro(s): Ruiz Álvarez |
| Se clasifica el C. D. Guijuelo con un resultado global de 3:1, después de disputar una prórroga. |              |                            |                                         |                                                         |                                                         |

| 31 de agosto de 2016, 18:00                                      | Caudal Deportivo                    | 2:1 (0:1) | Burgos C. F.  | Estadio Hermanos Antuña, Mieres                        |                                                        |
|                                                                  | - David González 66' - Quero 90'+1' | Reporte   | - 11' Cusidor | Asistencia: 550 espectadores Árbitro(s): García Martín | Asistencia: 550 espectadores Árbitro(s): García Martín |
| Se clasifica el Caudal Deportivo con un resultado global de 2:1. |                                     |           |               |                                                        |                                                        |

| 31 de agosto de 2016, 19:00                                                                                        | Club Atlético Cirbonero                                             | 0:0 (t. s.)(6:5 p.)        | S. D. Ponferradina                                                             | San Juan, Cintruénigo                                        |                                                              |
| |                                                                     | Reporte                    |                                                                                | Asistencia: 850 espectadores Árbitro(s): Sáez de Adana Oribe | Asistencia: 850 espectadores Árbitro(s): Sáez de Adana Oribe |
| |                                                                     | Tiros desde el punto penal |                                                                                |                                                              |                                                              |
| | - Álvarez - Viamonte - González - Alayeto - Hualde - Pina - Del Río |                            | - Fuster - Cidoncha - Rayco - Menudo - Jonathan Ruiz - Pastrana - Xisco Campos |                                                              |                                                              |
| Se clasifica el Club Atlético Cirbonero con un resultado global de 0:0, después de disputar una tanda de penaltis. |                                                                     |                            |                                                                                |                                                              |                                                              |

| 31 de agosto de 2016, 20:00 | C. D. Laredo                   | 2:3 (0:1) | Cultural y Deportiva Leonesa                             | San Lorenzo, Laredo                                        |                                                            |
|                             | - Luis Gómez 48' - Vinatea 75' | Reporte   | - 18' Jaime Moreno - 80' Alex Gallar - 103' Ángel Bastos | Asistencia: 600 espectadores Árbitro(s): Álvarez Fernández | Asistencia: 600 espectadores Árbitro(s): Álvarez Fernández |

| 31 de agosto de 2016, 20:00 | Barakaldo C. F.                                    | 4:0 (3:0) | S. D. Zamudio | Estadio de Lasesarre, Baracaldo                      |                                                      |
|                             | - Ander Vitoria 07' 88' - Lander Yurrebaso 27' 35' | Reporte   |               | Asistencia: 1.000 espectadores Árbitro(s): Díez Cano | Asistencia: 1.000 espectadores Árbitro(s): Díez Cano |

| 31 de agosto de 2016, 20:30 | C. D. Calahorra                                | 0:0 (t. s.)(4:1 p.)        | U. D. Logroñés                         | Estadio La Planilla, Calahorra                        |                                                       |
|                             |                                                | Reporte                    |                                        | Asistencia: 700 espectadores Árbitro(s): Recio Moreno | Asistencia: 700 espectadores Árbitro(s): Recio Moreno |
|                             |                                                | Tiros desde el punto penal |                                        |                                                       |                                                       |
|                             | - Del Puente - Satrústegui - Cristian - Toledo |                            | - Adrián León - Espina - Mendi - Chevi |                                                       |                                                       |

| 31 de agosto de 2016, 21:30 | C. D. Toledo          | 2:0 (0:0) | U. B. Conquense | Estadio Salto del Caballo, Toledo |                           |
|                             | - Owusu 90'+5' 90'+7' | Reporte   |                 | Árbitro(s): Vicente Moral         | Árbitro(s): Vicente Moral |

| 31 de agosto de 2016, 20:00 | Sestao River Club                                                                | 4:2 (0:1) | U. D. Villa de Santa Brígida | Campo municipal de Las Llanas, Sestao                 |                                                       |
|                             | - Rodri Martínez 56' - Jon García 75' - Josu Santamaría 88' - Unai Elgezabal 90' | Reporte   | - 09' 54' Javi Trujillo      | Asistencia: 1.000 espectadores Árbitro(s): López Toca | Asistencia: 1.000 espectadores Árbitro(s): López Toca |

| 31 de agosto de 2016, 20:00 | S. D. Amorebieta                          | 2:1 (1:1, 0:1) (1:0 t. s.) | U. D. Socuéllamos | Estadio Urritxe, Amorebieta-Echano                  |                                                     |
|                             | - Iñaki Olaortua 57' - Dani Hernández 97' | Reporte                    | - 16' Dieguito    | Asistencia: 600 espectadores Árbitro(s): Usón Rosel | Asistencia: 600 espectadores Árbitro(s): Usón Rosel |

| 31 de agosto de 2016, 21:00 | Albacete Balompié                     | 2:1 (2:0) | Real Unión Club | Estadio Carlos Belmonte, Albacete                        |                                                          |
|                             | - Aridane Santana 13' - José Fran 22' | Reporte   | - 87' Urkizu    | Asistencia: 2.000 espectadores Árbitro(s): Sánchez López | Asistencia: 2.000 espectadores Árbitro(s): Sánchez López |

| 31 de agosto de 2016, 20:00 | Atlético Saguntino                           | 1:1 (1:1, 0:1) (t. s.)(2:4 p.) | S. D. Formentera                               | Nou Camp de Morvedre, Sagunto                            |                                                          |
|                             | - David Fas 73'                              | Reporte                        | - 11' Juanan                                   | Asistencia: 1.000 espectadores Árbitro(s): Ávalos Martos | Asistencia: 1.000 espectadores Árbitro(s): Ávalos Martos |
|                             |                                              | Tiros desde el punto penal     |                                                |                                                          |                                                          |
|                             | - Lois - David Fas - Pibe - Gámez - Ferreres |                                | - Liñán - Dailos - Gabri - Lolo - Juan Antonio |                                                          |                                                          |

| 31 de agosto de 2016, 20:00 | Club Lleida Esportiu | 1:0 (0:0) | A. E. Prat | Camp d'Esports, Lérida   |                          |
|                             | - Fran Moreno 60'    | Reporte   |            | Árbitro(s): Yuste Querol | Árbitro(s): Yuste Querol |

| 31 de agosto de 2016, 18:00                                                | Andorra C. F. | 0:5 (0:1) | Hércules de Alicante C. F.                              | Estadio Juan Antonio Endeiza, Andorra                      |                                                            |
|                                                                            |               | Reporte   | - 29' 66' Mainz - 70' Gaspar - 87' Espinosa - 90' Nieto | Asistencia: 250 espectadores Árbitro(s): Galech Apezteguía | Asistencia: 250 espectadores Árbitro(s): Galech Apezteguía |
| Se clasifica el Hércules de Alicante C. F. con un resultado global de 5:0. |               |           |                                                         |                                                            |                                                            |

| 31 de agosto de 2016, 20:00 | Extremadura U. D.                                                            | 5:0 (2:0) | Atlético Mancha Real | Estadio Francisco de la Hera, Almendralejo                |                                                           |
|                             | - Javi Pérez 17' - Willy 35' - Diego 77' - David Agudo 87' - José Manuel 90' | Reporte   |                      | Asistencia: 1.500 espectadores Árbitro(s): Ruipérez Marin | Asistencia: 1.500 espectadores Árbitro(s): Ruipérez Marin |

| 31 de agosto de 2016, 20:00 | C. F. Lorca Deportiva | 1:2 (1:1, 0:0) (0:1 t. s.) | La Hoya Lorca C. F.    | Campo del Mundial 82, Lorca                             |                                                         |
|                             | - Dani Momprevil 90'  | Reporte                    | - 89' 104' Manuel Onwu | Asistencia: 1.000 espectadores Árbitro(s): Artacho Cobo | Asistencia: 1.000 espectadores Árbitro(s): Artacho Cobo |

| 31 de agosto de 2016, 20:00 | Atlético Sanluqueño C. F. | 1:0 (0:0) | Real Murcia C. F. | Estadio El Palmar, Sanlúcar de Barrameda                   |                                                            |
|                             | José Romero 76'           | Reporte   |                   | Asistencia: 2.000 espectadores Árbitro(s): Hernández Maeso | Asistencia: 2.000 espectadores Árbitro(s): Hernández Maeso |

| 31 de agosto de 2016, 20:00 | U. E. Cornellà           | 2:1 (1:1, 0:0) (1:0 t. s.) | U. D. San Sebastián de los Reyes | Nuevo municipal, Cornellá de Llobregat              |                                                     |
|                             | - Enric 80' - Borja 119' | Reporte                    | - 90' Negredo                    | Asistencia: 550 espectadores Árbitro(s): Rives Leal | Asistencia: 550 espectadores Árbitro(s): Rives Leal |

### Segunda ronda
La segunda ronda del torneo la disputan los dieciocho vencedores de la primera ronda y los seis equipos exentos de la misma; y los veintiún equipos de Segunda División de los cuales uno fue exento. Los equipos de Segunda deben, obligatoriamente, enfrentarse entre sí. El sorteo se celebró el 22 de julio de 2016 en la Ciudad del Fútbol de Las Rozas. La eliminatoria se juega a partido único entre el 6 y el 8 de septiembre de 2016, en el campo de los clubes cuyas bolas del sorteo fueron extraídas en primer lugar el día del sorteo.

Club exento: Córdoba C. F.

#### Partido único
| 7 de septiembre de 2016, 17:00 | Albacete Balompié                         | 2:0 (0:0) | Arenas Club | Estadio Carlos Belmonte, Albacete                         |                                                           |
|                                | - Isaac Aketxe 47' - Ibón Díez 84' (a.g.) | Reporte   |             | Asistencia: 1.314 espectadores Árbitro(s): Campos Salinas | Asistencia: 1.314 espectadores Árbitro(s): Campos Salinas |

| 7 de septiembre de 2016, 17:45 | Caudal Deportivo     | 1:0 (1:0) | Club Lleida Esportiu | Estadio Hermanos Antuña, Mieres                      |                                                      |
|                                | - David González 28' | Reporte   |                      | Asistencia: 600 espectadores Árbitro(s): López Parra | Asistencia: 600 espectadores Árbitro(s): López Parra |

| 7 de septiembre de 2016, 21:30 | F. C. Cartagena                                                                                          | 1:1 (1:1, 0:0) (t. s.)(5:6 p.) | Hércules de Alicante C. F.                                                             | Estadio Cartagonova, Cartagena                              |                                                             |
|                                | - Arturo 87'                                                                                             | Reporte                        | - 56' Salinas                                                                          | Asistencia: 7.600 espectadores Árbitro(s): Montero de Lerma | Asistencia: 7.600 espectadores Árbitro(s): Montero de Lerma |
|                                | | Tiros desde el punto penal     |                                                                                        |                                                             |                                                             |
|                                | - Cristo Martín - Juanlu Hens - Fernando Rodríguez - Arturo - Oscar Rico - Gonzalo Verdú - Míchel Zabaco |                                | - Chechu Flores - Fernando Román - Miñano - Gaspar - Mainz - Pol Bueso - Albert Dalmau |                                                             |                                                             |

| 7 de septiembre de 2016, 20:30 | Barakaldo C. F.                                       | 3:3 (3:3, 2:0) (t. s.)(2:3 p.) | S. D. Amorebieta                                              | Estadio de Lasesarre, Baracaldo                   |                                                   |
|                                | - Ander Vitoria 15' 60' - Yurrebaso 23'               | Reporte                        | - 52' Rubén González - 54' 89' Koldo Obieta                   | Asistencia: 700 espectadores Árbitro(s): Leo Ollo | Asistencia: 700 espectadores Árbitro(s): Leo Ollo |
|                                |                                                       | Tiros desde el punto penal     |                                                               |                                                   |                                                   |
|                                | - Deco - Galder - Etxeberria - David Martín - Candela |                                | - A. Castro - Adrien Goñi - González - Ibrahima - Alec Fiddes |                                                   |                                                   |

| 7 de septiembre de 2016, 17:00 | C. D. Tudelano  | 1:0 (0:0) | Atlético Sanluqueño C. F. | Estadio Ciudad de Tudela, Tudela                        |                                                         |
|                                | - Ion Vélez 79' | Reporte   |                           | Asistencia: 450 espectadores Árbitro(s): Herrero Arenas | Asistencia: 450 espectadores Árbitro(s): Herrero Arenas |

| 7 de septiembre de 2016, 20:30 | Racing Club de Ferrol                                         | 0:0 (t. s.)(4:5 p.)        | Club Atlético Cirbonero                                       | Estadio de A Malata, Ferrol                               |                                                           |
|                                |                                                               | Reporte                    |                                                               | Asistencia: 1.200 espectadores Árbitro(s): Alonso Prendes | Asistencia: 1.200 espectadores Árbitro(s): Alonso Prendes |
|                                |                                                               | Tiros desde el punto penal |                                                               |                                                           |                                                           |
|                                | - Bandera - Martín - Bicho - Cruz - Joselu Gómez - Álex Felip |                            | - Álvarez - Rodrigo - González - Hualde - Del Río - Celihueta |                                                           |                                                           |

| 7 de septiembre de 2016, 20:15 | C. D. Guijuelo         | 1:0 (1:0) | Sestao River Club | Estadio municipal de Guijuelo, Guijuelo               |                                                       |
|                                | - Tarantino 22' (a.g.) |           |                   | Asistencia: 600 espectadores Árbitro(s): Sánchez Laso | Asistencia: 600 espectadores Árbitro(s): Sánchez Laso |

| 7 de septiembre de 2016, 20:00 | S. D. Formentera                                                                                                   | 2:2 (2:2, 0:2) (t. s.)(10:9 p.) | La Hoya Lorca C. F. | Estadio municipal de Formentera, San Francisco Javier        |                                                              |
|                                | - J. Antonio 67' (a.g.) - Lolo 74'                                                                                 | Reporte                         | - 21' Haritz Albisua - 44' Mikel Fernández | Asistencia: 400 espectadores Árbitro(s): Montes García-Navas | Asistencia: 400 espectadores Árbitro(s): Montes García-Navas |
|                                | | Tiros desde el punto penal      | |                                                              |                                                              |
|                                | - Kiko - Javi Rosa - Goku - Lolo - Juan Antonio - Larra - Gabri - Piña - Ojeda - Marcos - Lolo - Javi Rosa - Larra |                                 | - Chumbi - Mikel - Javi López - Borja García - Martínez - Borja Martínez - López - Pina - Menéndez - Dorronsoro - Chumbi - Borja García - Mikel |                                                              |                                                              |

| 7 de septiembre de 2016, 20:30 | C. D. Toledo                               | 4:0 (0:0) | C. D. Alcoyano | Estadio Salto del Caballo, Toledo                         |                                                           |
|                                | - Pablo González 50' 78' - Roberto 62' 84' | Reporte   |                | Asistencia: 1.600 espectadores Árbitro(s): Santos Pargaña | Asistencia: 1.600 espectadores Árbitro(s): Santos Pargaña |

| 7 de septiembre de 2016, 20:45 | U. E. Cornellà                                      | 3:1 (0:1) | Extremadura U. D. | Nuevo Municipal, Cornellá de Llobregat                     |                                                            |
|                                | - Óscar Sierra 72' - Enric 104' - David García 108' | Reporte   | - 21' Willy       | Asistencia: 600 espectadores Árbitro(s): González González | Asistencia: 600 espectadores Árbitro(s): González González |

| 7 de septiembre de 2016, 20:30 | Cultural y Deportiva Leonesa                                | 3:1 (2:1) | C. D. Calahorra  | Estadio municipal Reino de León, León                       |                                                             |
|                                | - Julen Colinas 02' - Yeray González 25' - Jaime Moreno 89' | Reporte   | - 30' Mario León | Asistencia: 1.613 espectadores Árbitro(s): Espasandín Cores | Asistencia: 1.613 espectadores Árbitro(s): Espasandín Cores |

| 7 de septiembre de 2016, 20:30 | Racing de Santander                  | 2:1 (1:0) | U. E. Llagostera  | El Sardinero, Santander                                |                                                        |
|                                | - Caye Quintana 30' - Héber Pena 50' | Reporte   | - 54' Carlos Cano | Asistencia: 5.456 espectadores Árbitro(s): Román Román | Asistencia: 5.456 espectadores Árbitro(s): Román Román |

| 7 de septiembre de 2016, 22:00 | Real Zaragoza     | 1:2 (0:2) | Real Valladolid C. F.                           | Estadio de La Romareda, Zaragoza                                       |                                                                        |
|                                | - Răzvan Popa 69' | Reporte   | - Míchel Herrero 05' - Macky Bagnack 32' (a.g.) | Asistencia: 10.525 espectadores Árbitro(s): Arias López Retransmisión: | Asistencia: 10.525 espectadores Árbitro(s): Arias López Retransmisión: |

| 8 de septiembre de 2016, 20:00 | UCAM Murcia C. F.                                       | 4:3 (3:3, 2:1) (1:0 t. s.) | Real Oviedo                          | Estadio de La Condomina, Murcia                                            |                                                                            |
|                                | - Nono 27' - Unai Albizua 35' - Tito 64' - Vicente 110' |                            | - 23' Miguel Linares - 83' 93' Michu | Asistencia: 2.964 espectadores Árbitro(s): Cuadra Fernández Retransmisión: | Asistencia: 2.964 espectadores Árbitro(s): Cuadra Fernández Retransmisión: |

| 7 de septiembre de 2016, 19:00 | Gimnàstic de Tarragona | 1:0 (0:0) (1:0 t. s.) | C. D. Numancia de Soria | Nou Estadi de Tarragona, Tarragona                                     |                                                                        |
|                                | - José Carlos 100'     |                       |                         | Asistencia: 3.787 espectadores Árbitro(s): Sagués Oscoz Retransmisión: | Asistencia: 3.787 espectadores Árbitro(s): Sagués Oscoz Retransmisión: |

| 6 de septiembre de 2016, 19:00                                                                         | C. D. Mirandés                                        | 2:2 (2:2, 1:1) (t. s.)(3:4 p.) | Elche C. F.                      | Anduva, Miranda de Ebro                                                   |                                                                           |
| | - Sangalli 26' - Guarrotxena 59'                      | Reporte                        | - 18' Guillermo - 77' Nino       | Asistencia: 2.727 espectadores Árbitro(s): Prieto Iglesias Retransmisión: | Asistencia: 2.727 espectadores Árbitro(s): Prieto Iglesias Retransmisión: |
| |                                                       | Tiros desde el punto penal     |                                  |                                                                           |                                                                           |
| | - Eguaras - Guarrotxena - Aurtenetxe - Mesa - Salinas |                                | - Fraile - Nino - Pinto - Pelayo |                                                                           |                                                                           |
| Se clasifica el Elche C. F. con un resultado global de 2:2, después de disputar una tanda de penaltis. |                                                       |                                |                                  |                                                                           |                                                                           |

| 6 de septiembre de 2016, 20:00                                 | C. D. Lugo   | 1:2 (1:1) | C. D. Tenerife            | Estadio Ángel Carro, Lugo                                               |                                                                         |
|                                                                | - Iriome 23' | Reporte   | - 39' Germán - 60' Cristo | Asistencia: 2.500 espectadores Árbitro(s): Areces Franco Retransmisión: | Asistencia: 2.500 espectadores Árbitro(s): Areces Franco Retransmisión: |
| Se clasifica el C. D. Tenerife con un resultado global de 2:1. |              |           |                           |                                                                         |                                                                         |

| 7 de septiembre de 2016, 20:00 | Cádiz C. F.                                      | 1:1 (1:1, 1:0) (t. s.)(3:2 p.) | Levante U. D.                                                     | Estadio Ramón de Carranza, Cádiz                                          |                                                                           |
|                                | - Dani Güiza 42'                                 | Reporte                        | - 71' Roger Martí                                                 | Asistencia: 12.389 espectadores Árbitro(s): Alberola Rojas Retransmisión: | Asistencia: 12.389 espectadores Árbitro(s): Alberola Rojas Retransmisión: |
|                                |                                                  | Tiros desde el punto penal     |                                                                   |                                                                           |                                                                           |
|                                | - Rubén Cruz - Aitor García - Santamaría - Brian |                                | - Javier Espinosa - Verza - Paco Montañés - Roger Martí - Campaña |                                                                           |                                                                           |

| 8 de septiembre de 2016, 19:00 | S. D. Huesca         | 1:0 (0:0) | Girona F. C. | Estadio El Alcoraz, Huesca                                         |                                                                    |
|                                | - David Ferreiro 86' |           |              | Asistencia: 2.012 espectadores Árbitro(s): Ais Reig Retransmisión: | Asistencia: 2.012 espectadores Árbitro(s): Ais Reig Retransmisión: |

| 6 de septiembre de 2016, 22:00                                 | U. D. Almería | 0:2 (0:0) | Rayo Vallecano       | Estadio de los Juegos Mediterráneos, Almería                                   |                                                                                |
|                                                                |               | Reporte   | - 62' 90'+2' Aguirre | Asistencia: 5.397 espectadores Árbitro(s): Arcediano Monescillo Retransmisión: | Asistencia: 5.397 espectadores Árbitro(s): Arcediano Monescillo Retransmisión: |
| Se clasifica el Rayo Vallecano con un resultado global de 2:0. |               |           |                      |                                                                                |                                                                                |

| 8 de septiembre de 2016, 22:00 | A. D. Alcorcón   | 1:0 (1:0) | Getafe C. F. | Estadio Santo Domingo, Alcorcón                                        |                                                                        |
|                                | - Iván Alejo 18' |           |              | Asistencia: 1.947 espectadores Árbitro(s): Valdés Aller Retransmisión: | Asistencia: 1.947 espectadores Árbitro(s): Valdés Aller Retransmisión: |

| 7 de septiembre de 2016, 22:00 | R. C. D. Mallorca    | 1:0 (0:0) (1:0 t. s.) | C. F. Reus Deportiu | Iberostar Estadio, Palma de Mallorca                                     |                                                                          |
|                                | - Brandon Thomas 93' | Reporte               |                     | Asistencia: 4.790 espectadores Árbitro(s): Pulido Santana Retransmisión: | Asistencia: 4.790 espectadores Árbitro(s): Pulido Santana Retransmisión: |

### Tercera Ronda
Disputarán la tercera ronda del torneo los veintidós vencedores de la segunda ronda y los exentos de la misma. El sorteo se celebró el 9 de septiembre de 2016 en la Ciudad del Fútbol de Las Rozas. Los equipos de Segunda División se enfrentarán uno al otro y equipos de Segunda División B y Tercera División de España 2015/16 se enfrentarán entre ellos. La eliminatoria se decidirá a partido único el 12 de octubre de 2016, en el campo de los clubes cuyas bolas del sorteo sean extraídas en primer lugar.

Club exento: S. D. Huesca

#### Equipos clasificados
Veintidós equipos ganadores de las eliminatorias de la Segunda ronda junto al club exento:
- Córdoba C. F.
- Cádiz C. F.
- Albacete Balompié
- C. D. Toledo
- Caudal Deportivo
- Hércules de Alicante C. F.
- Elche C. F.
- S. D. Amorebieta
- C. D. Tudelano
- Club Atlético Cirbonero
- C. D. Guijuelo
- Cultural y Deportiva Leonesa
- Real Valladolid C. F.
- S. D. Formentera
- R. C. D. Mallorca
- U. E. Cornellà
- Gimnàstic de Tarragona
- Racing de Santander
- UCAM Murcia C. F.
- C. D. Tenerife
- S. D. Huesca
- Rayo Vallecano
- A. D. Alcorcón

#### Partido único
| 12 de octubre de 2016, 18:00 | Racing de Santander                | 2:0 (1:0) | S. D. Amorebieta | El Sardinero, Santander                                     |                                                             |
|                              | - Dani Aquino 21' - Cesar Diaz 90' |           |                  | Asistencia: 9.719 espectadores Árbitro(s): Carbajales Gómez | Asistencia: 9.719 espectadores Árbitro(s): Carbajales Gómez |

| 12 de octubre de 2016, 17:00 | Club Atlético Cirbonero | 1:2 (0:0, 0:0) (t. s.)(1:2 t. s.) | C. D. Guijuelo                            | San Juan, Cintruénigo                                        |                                                              |
|                              | - David González 109'   |                                   | - 110' Jose Carmona - 120'+1' Aitor Aspas | Asistencia: 1.500 espectadores Árbitro(s): Rezola Etxeberria | Asistencia: 1.500 espectadores Árbitro(s): Rezola Etxeberria |

| 12 de octubre de 2016, 12:00 | C. D. Tudelano                                                   | 0:0 (t. s.)(3:4 p.)        | S. D. Formentera                                  | Estadio Ciudad de Tudela, Tudela                        |                                                         |
|                              |                                                                  | Reporte                    |                                                   | Asistencia: 1.500 espectadores Árbitro(s): Baiges Dones | Asistencia: 1.500 espectadores Árbitro(s): Baiges Dones |
|                              |                                                                  | Tiros desde el punto penal |                                                   |                                                         |                                                         |
|                              | - David Lázaro - Vega - Iñigo Ros - Javi Cabezas - Iñaki Jiménez |                            | - Liñán - Javi Rosa - Larra - Lolo - Juan Antonio |                                                         |                                                         |

| 12 de octubre de 2016, 19:00 | C. D. Toledo                                                               | 4:1 (1:1) | Caudal Deportivo | Estadio Salto del Caballo, Toledo                       |                                                         |
|                              | - Zarko Grbovic 44' - Toni Sánchez 69' - Lolo Plá 76' - Pablo González 89' |           | - 46' Jaime      | Asistencia: 2.500 espectadores Árbitro(s): Muñoz Piedra | Asistencia: 2.500 espectadores Árbitro(s): Muñoz Piedra |

| 12 de octubre de 2016, 18:00 | Cultural y Deportiva Leonesa         | 2:1 (0:0, 1:1) (t. s.)(1:0 t. s.) | Albacete Balompié  | Estadio municipal Reino de León, León                          |                                                                |
|                              | - Mario Ortiz 76' - Alex Gallar 104' |                                   | - 72' Isaac Aketxe | Asistencia: 3.616 espectadores Árbitro(s): Iglesias Villanueva | Asistencia: 3.616 espectadores Árbitro(s): Iglesias Villanueva |

| 12 de octubre de 2016, 18:00 | Hércules de Alicante C. F.            | 2:1 (1:0) | U. E. Cornellà | Estadio José Rico Pérez, Alicante                        |                                                          |
|                              | - Javier Flores 33' - José Manuel 59' | Reporte   | - 80' Enric    | Asistencia: 6.000 espectadores Árbitro(s): Varón Aceitón | Asistencia: 6.000 espectadores Árbitro(s): Varón Aceitón |

| 12 de octubre de 2016, 17:00 | Rayo Vallecano                                                           | 1:1 (0:1) (t. s.)(4:5 p.)  | Gimnàstic de Tarragona                                                                     | Estadio de Vallecas, Madrid                           |                                                       |
|                              | - Manucho 51'                                                            |                            | - 24' Elvir Maloku                                                                         | Asistencia: 5.282 espectadores Árbitro(s): Eiriz Mata | Asistencia: 5.282 espectadores Árbitro(s): Eiriz Mata |
|                              |                                                                          | Tiros desde el punto penal |                                                                                            |                                                       |                                                       |
|                              | - Trashorras - Zé Castro - Nacho - Miku - Manucho - Fran Beltrán - Quini |                            | - Lévy Madinda - Kakabadze - Alex López - Achille Emana - Rharsalla - Suzuki - Xavi Molina |                                                       |                                                       |

| 12 de octubre de 2016, 19:00 | Cádiz C. F.        | 1:2 (1:2) | Córdoba C. F.                        | Estadio Ramon de Carranza, Cádiz                               |                                                                |
|                              | - Aitor García 35' |           | - 28' Juli - 40' Federico Piovaccari | Asistencia: 10.966 espectadores Árbitro(s): De la Fuente Ramos | Asistencia: 10.966 espectadores Árbitro(s): De la Fuente Ramos |

| 11 de octubre de 2016, 21:00 | Elche C. F. | 0:1 (0:0) | A. D. Alcorcón       | Estadio Manuel Martínez Valero, Elche                       |                                                             |
|                              |             | Reporte   | - 75' Luis Fernández | Asistencia: 5.470 espectadores Árbitro(s): Figueroa Vázquez | Asistencia: 5.470 espectadores Árbitro(s): Figueroa Vázquez |

| 12 de octubre de 2016, 12:00 | R. C. D. Mallorca   | 1:2 (0:1) | UCAM Murcia C. F.                    | Iberostar Estadio, Palma de Mallorca                     |                                                          |
|                              | - Diogo Salomão 55' |           | - 5' Juanma Delgado · 70' Jesús Imaz | Asistencia: 5.651 espectadores Árbitro(s): Medié Jiménez | Asistencia: 5.651 espectadores Árbitro(s): Medié Jiménez |

| 12 de octubre de 2016, 21:00 | Real Valladolid                                            | 3:1 (2:0) (t. s.)(1:0 t. s.) | C. D. Tenerife     | Estadio José Zorrilla, Valladolid                        |                                                          |
|                              | - Dejan Dražić 79' · Raúl de Tomás 98' · Dejan Dražić 120' |                              | - 84' Amath Ndiaye | Asistencia: 4.210 espectadores Árbitro(s): Pérez Montero | Asistencia: 4.210 espectadores Árbitro(s): Pérez Montero |

## Fase final
El sorteo de la ronda de dieciseisavos de final se llevó a cabo el 14 de octubre de 2016, en la Ciudad del Fútbol de Las Rozas. En esta ronda, todos los equipos de Primera División entran en la competición.
El sorteo de los 16 emparejamientos fue de la siguiente manera: los seis equipos restantes que participan en Segunda División B y Tercera División se enfrentarán a los equipos que se clasificaron para las competiciones europeas, esto es: cuatro equipos de (Segunda B y Tercera) se enfrentarán a cuatro equipos de Champions y los dos equipos restantes se sortearán en la misma forma con los equipos de Europa League. El equipo restante enfrentará a un equipo de Segunda División. Los cinco equipos restantes serán sorteados contra cinco equipos de los trece restantes equipos de la Primera División. Los ocho equipos restantes de la Liga se enfrentarán entre sí. En los partidos de los equipos con diferentes niveles de Liga, jugará en casa el partido de ida el equipo de nivel inferior. Esta regla también se aplicará en la Ronda de octavos de final, pero no para los cuartos de final y semifinales, cuyo orden será a partir del orden de sorteo.
|  | Dieciseisavos de final                                           | Dieciseisavos de final                                           | Dieciseisavos de final                                           |   |                   | Octavos de final                                      | Octavos de final                                      | Octavos de final                                      |  |                    | Cuartos de final                                       | Cuartos de final                                       | Cuartos de final                                       |  |                    | Semifinales                                        | Semifinales                                        | Semifinales                                        |  |                | Final              | Final              |  |
|  | 29,30 de nov y 1 de dic de 2016/ 20,21 y 22 de diciembre de 2016 | 29,30 de nov y 1 de dic de 2016/ 20,21 y 22 de diciembre de 2016 | 29,30 de nov y 1 de dic de 2016/ 20,21 y 22 de diciembre de 2016 |   |                   | 3,4 y 5 de enero de 2017/ 10,11 y 12 de enero de 2017 | 3,4 y 5 de enero de 2017/ 10,11 y 12 de enero de 2017 | 3,4 y 5 de enero de 2017/ 10,11 y 12 de enero de 2017 |  |                    | 18 y 19 de enero de 2017/ 24, 25 y 26 de enero de 2017 | 18 y 19 de enero de 2017/ 24, 25 y 26 de enero de 2017 | 18 y 19 de enero de 2017/ 24, 25 y 26 de enero de 2017 |  |                    | 1 y 2 de febrero de 2017/ 7 y 8 de febrero de 2017 | 1 y 2 de febrero de 2017/ 7 y 8 de febrero de 2017 | 1 y 2 de febrero de 2017/ 7 y 8 de febrero de 2017 |  |                | 27 de mayo de 2017 | 27 de mayo de 2017 |  |
|  |                                                                  |                                                                  |                                                                  |   |                   |                                                       |                                                       |                                                       |  |                    |                                                        |                                                        |                                                        |  |                    |                                                    |                                                    |                                                    |  |                |                    |                    |  |
|  |                                                                  |                                                                  |                                                                  |   |                   |                                                       |                                                       |                                                       |  |                    |                                                        |                                                        |                                                        |  |                    |                                                    |                                                    |                                                    |  |                |                    |                    |  |
|  | S. D. Huesca                                                     | 2                                                                | 1                                                                |   |                   |                                                       |                                                       |                                                       |  |                    |                                                        |                                                        |                                                        |  |                    |                                                    |                                                    |                                                    |  |                |                    |                    |  |
|  | S. D. Huesca                                                     | 2                                                                | 1                                                                |   |                   |                                                       |                                                       |                                                       |  |                    |                                                        |                                                        |                                                        |  |                    |                                                    |                                                    |                                                    |  |                |                    |                    |  |
|  | U. D. Las Palmas                                                 | 2                                                                | 2                                                                |   |                   |                                                       |                                                       |                                                       |  |                    |                                                        |                                                        |                                                        |  |                    |                                                    |                                                    |                                                    |  |                |                    |                    |  |
|  | U. D. Las Palmas                                                 | 2                                                                | 2                                                                |   | U. D. Las Palmas  | 0                                                     | 3                                                     |                                                       |  |                    |                                                        |                                                        |                                                        |  |                    |                                                    |                                                    |                                                    |  |                |                    |                    |  |
|  |                                                                  |                                                                  |                                                                  |   | U. D. Las Palmas  | 0                                                     | 3                                                     |                                                       |  |                    |                                                        |                                                        |                                                        |  |                    |                                                    |                                                    |                                                    |  |                |                    |                    |  |
|  |                                                                  |                                                                  | Atlético de Madrid                                               | 2 | 2                 |                                                       |                                                       |                                                       |  |                    |                                                        |                                                        |                                                        |  |                    |                                                    |                                                    |                                                    |  |                |                    |                    |  |
|  | C. D. Guijuelo                                                   | 0                                                                | Atlético de Madrid                                               | 2 | 2                 | 1                                                     |                                                       |                                                       |  |                    |                                                        |                                                        |                                                        |  |                    |                                                    |                                                    |                                                    |  |                |                    |                    |  |
|  | C. D. Guijuelo                                                   | 0                                                                |                                                                  |   |                   |                                                       |                                                       |                                                       |  |                    |                                                        |                                                        |                                                        |  |                    |                                                    |                                                    |                                                    |  |                |                    |                    |  |
|  | Atlético de Madrid                                               | 6                                                                | 4                                                                |   |                   |                                                       |                                                       |                                                       |  |                    |                                                        |                                                        |                                                        |  |                    |                                                    |                                                    |                                                    |  |                |                    |                    |  |
|  | Atlético de Madrid                                               | 6                                                                | 4                                                                |   |                   |                                                       |                                                       |                                                       |  | Atlético de Madrid | 3                                                      | 2                                                      |                                                        |  |                    |                                                    |                                                    |                                                    |  |                |                    |                    |  |
|  |                                                                  |                                                                  |                                                                  |   |                   |                                                       |                                                       |                                                       |  | Atlético de Madrid | 3                                                      | 2                                                      |                                                        |  |                    |                                                    |                                                    |                                                    |  |                |                    |                    |  |
|  |                                                                  |                                                                  | S. D. Eibar                                                      | 0 | 2                 |                                                       |                                                       |                                                       |  |                    |                                                        |                                                        |                                                        |  |                    |                                                    |                                                    |                                                    |  |                |                    |                    |  |
|  | Granada C. F.                                                    | 1                                                                | S. D. Eibar                                                      | 0 | 2                 | 0                                                     |                                                       |                                                       |  |                    |                                                        |                                                        |                                                        |  |                    |                                                    |                                                    |                                                    |  |                |                    |                    |  |
|  | Granada C. F.                                                    | 1                                                                |                                                                  |   |                   |                                                       |                                                       |                                                       |  |                    |                                                        |                                                        |                                                        |  |                    |                                                    |                                                    |                                                    |  |                |                    |                    |  |
|  | C.A. Osasuna                                                     | 0                                                                | 2                                                                |   |                   |                                                       |                                                       |                                                       |  |                    |                                                        |                                                        |                                                        |  |                    |                                                    |                                                    |                                                    |  |                |                    |                    |  |
|  | C.A. Osasuna                                                     | 0                                                                | 2                                                                |   | C.A. Osasuna      | 0                                                     | 0                                                     |                                                       |  |                    |                                                        |                                                        |                                                        |  |                    |                                                    |                                                    |                                                    |  |                |                    |                    |  |
|  |                                                                  |                                                                  |                                                                  |   | C.A. Osasuna      | 0                                                     | 0                                                     |                                                       |  |                    |                                                        |                                                        |                                                        |  |                    |                                                    |                                                    |                                                    |  |                |                    |                    |  |
|  |                                                                  |                                                                  | S. D. Éibar                                                      | 3 | 0                 |                                                       |                                                       |                                                       |  |                    |                                                        |                                                        |                                                        |  |                    |                                                    |                                                    |                                                    |  |                |                    |                    |  |
|  | Sporting de Gijón                                                | 1                                                                | S. D. Éibar                                                      | 3 | 0                 | 1                                                     |                                                       |                                                       |  |                    |                                                        |                                                        |                                                        |  |                    |                                                    |                                                    |                                                    |  |                |                    |                    |  |
|  | Sporting de Gijón                                                | 1                                                                |                                                                  |   |                   |                                                       |                                                       |                                                       |  |                    |                                                        |                                                        |                                                        |  |                    |                                                    |                                                    |                                                    |  |                |                    |                    |  |
|  | S. D. Éibar                                                      | 2                                                                | 3                                                                |   |                   |                                                       |                                                       |                                                       |  |                    |                                                        |                                                        |                                                        |  |                    |                                                    |                                                    |                                                    |  |                |                    |                    |  |
|  | S. D. Éibar                                                      | 2                                                                | 3                                                                |   |                   |                                                       |                                                       |                                                       |  |                    |                                                        |                                                        |                                                        |  | Atlético de Madrid | 1                                                  | 1                                                  |                                                    |  |                |                    |                    |  |
|  |                                                                  |                                                                  |                                                                  |   |                   |                                                       |                                                       |                                                       |  |                    |                                                        |                                                        |                                                        |  | Atlético de Madrid | 1                                                  | 1                                                  |                                                    |  |                |                    |                    |  |
|  |                                                                  |                                                                  | F.C. Barcelona                                                   | 2 | 1                 |                                                       |                                                       |                                                       |  |                    |                                                        |                                                        |                                                        |  |                    |                                                    |                                                    |                                                    |  |                |                    |                    |  |
|  | Real Valladolid                                                  | 1                                                                | F.C. Barcelona                                                   | 2 | 1                 | 1                                                     |                                                       |                                                       |  |                    |                                                        |                                                        |                                                        |  |                    |                                                    |                                                    |                                                    |  |                |                    |                    |  |
|  | Real Valladolid                                                  | 1                                                                |                                                                  |   |                   |                                                       |                                                       |                                                       |  |                    |                                                        |                                                        |                                                        |  |                    |                                                    |                                                    |                                                    |  |                |                    |                    |  |
|  | Real Sociedad                                                    | 3                                                                | 1                                                                |   |                   |                                                       |                                                       |                                                       |  |                    |                                                        |                                                        |                                                        |  |                    |                                                    |                                                    |                                                    |  |                |                    |                    |  |
|  | Real Sociedad                                                    | 3                                                                | 1                                                                |   | Real Sociedad     | 3                                                     | 1                                                     |                                                       |  |                    |                                                        |                                                        |                                                        |  |                    |                                                    |                                                    |                                                    |  |                |                    |                    |  |
|  |                                                                  |                                                                  |                                                                  |   | Real Sociedad     | 3                                                     | 1                                                     |                                                       |  |                    |                                                        |                                                        |                                                        |  |                    |                                                    |                                                    |                                                    |  |                |                    |                    |  |
|  |                                                                  |                                                                  | Villarreal C. F.                                                 | 1 | 1                 |                                                       |                                                       |                                                       |  |                    |                                                        |                                                        |                                                        |  |                    |                                                    |                                                    |                                                    |  |                |                    |                    |  |
|  | C. D. Toledo                                                     | 0                                                                | Villarreal C. F.                                                 | 1 | 1                 | 1                                                     |                                                       |                                                       |  |                    |                                                        |                                                        |                                                        |  |                    |                                                    |                                                    |                                                    |  |                |                    |                    |  |
|  | C. D. Toledo                                                     | 0                                                                |                                                                  |   |                   |                                                       |                                                       |                                                       |  |                    |                                                        |                                                        |                                                        |  |                    |                                                    |                                                    |                                                    |  |                |                    |                    |  |
|  | Villarreal C. F.                                                 | 3                                                                | 1                                                                |   |                   |                                                       |                                                       |                                                       |  |                    |                                                        |                                                        |                                                        |  |                    |                                                    |                                                    |                                                    |  |                |                    |                    |  |
|  | Villarreal C. F.                                                 | 3                                                                | 1                                                                |   |                   |                                                       |                                                       |                                                       |  | Real Sociedad      | 0                                                      | 2                                                      |                                                        |  |                    |                                                    |                                                    |                                                    |  |                |                    |                    |  |
|  |                                                                  |                                                                  |                                                                  |   |                   |                                                       |                                                       |                                                       |  | Real Sociedad      | 0                                                      | 2                                                      |                                                        |  |                    |                                                    |                                                    |                                                    |  |                |                    |                    |  |
|  |                                                                  |                                                                  | F. C. Barcelona                                                  | 1 | 5                 |                                                       |                                                       |                                                       |  |                    |                                                        |                                                        |                                                        |  |                    |                                                    |                                                    |                                                    |  |                |                    |                    |  |
|  | Racing de Santander                                              | 1                                                                | F. C. Barcelona                                                  | 1 | 5                 | 0                                                     |                                                       |                                                       |  |                    |                                                        |                                                        |                                                        |  |                    |                                                    |                                                    |                                                    |  |                |                    |                    |  |
|  | Racing de Santander                                              | 1                                                                |                                                                  |   |                   |                                                       |                                                       |                                                       |  |                    |                                                        |                                                        |                                                        |  |                    |                                                    |                                                    |                                                    |  |                |                    |                    |  |
|  | Athletic Club                                                    | 2                                                                | 3                                                                |   |                   |                                                       |                                                       |                                                       |  |                    |                                                        |                                                        |                                                        |  |                    |                                                    |                                                    |                                                    |  |                |                    |                    |  |
|  | Athletic Club                                                    | 2                                                                | 3                                                                |   | Athletic Club     | 2                                                     | 1                                                     |                                                       |  |                    |                                                        |                                                        |                                                        |  |                    |                                                    |                                                    |                                                    |  |                |                    |                    |  |
|  |                                                                  |                                                                  |                                                                  |   | Athletic Club     | 2                                                     | 1                                                     |                                                       |  |                    |                                                        |                                                        |                                                        |  |                    |                                                    |                                                    |                                                    |  |                |                    |                    |  |
|  |                                                                  |                                                                  | F. C. Barcelona                                                  | 1 | 3                 |                                                       |                                                       |                                                       |  |                    |                                                        |                                                        |                                                        |  |                    |                                                    |                                                    |                                                    |  |                |                    |                    |  |
|  | Hércules C. F.                                                   | 1                                                                | F. C. Barcelona                                                  | 1 | 3                 | 0                                                     |                                                       |                                                       |  |                    |                                                        |                                                        |                                                        |  |                    |                                                    |                                                    |                                                    |  |                |                    |                    |  |
|  | Hércules C. F.                                                   | 1                                                                |                                                                  |   |                   |                                                       |                                                       |                                                       |  |                    |                                                        |                                                        |                                                        |  |                    |                                                    |                                                    |                                                    |  |                |                    |                    |  |
|  | F. C. Barcelona                                                  | 1                                                                | 7                                                                |   |                   |                                                       |                                                       |                                                       |  |                    |                                                        |                                                        |                                                        |  |                    |                                                    |                                                    |                                                    |  |                |                    |                    |  |
|  | F. C. Barcelona                                                  | 1                                                                | 7                                                                |   |                   |                                                       |                                                       |                                                       |  |                    |                                                        |                                                        |                                                        |  |                    |                                                    |                                                    |                                                    |  | F.C. Barcelona | 3                  |                    |  |
|  |                                                                  |                                                                  |                                                                  |   |                   |                                                       |                                                       |                                                       |  |                    |                                                        |                                                        |                                                        |  |                    |                                                    |                                                    |                                                    |  | F.C. Barcelona | 3                  |                    |  |
|  |                                                                  |                                                                  | Deportivo Alavés                                                 | 1 |                   |                                                       |                                                       |                                                       |  |                    |                                                        |                                                        |                                                        |  |                    |                                                    |                                                    |                                                    |  |                |                    |                    |  |
|  | Cultural Leonesa                                                 | 1                                                                | Deportivo Alavés                                                 | 1 | 1                 |                                                       |                                                       |                                                       |  |                    |                                                        |                                                        |                                                        |  |                    |                                                    |                                                    |                                                    |  |                |                    |                    |  |
|  | Cultural Leonesa                                                 | 1                                                                |                                                                  |   |                   |                                                       |                                                       |                                                       |  |                    |                                                        |                                                        |                                                        |  |                    |                                                    |                                                    |                                                    |  |                |                    |                    |  |
|  | Real Madrid C. F.                                                | 7                                                                | 6                                                                |   |                   |                                                       |                                                       |                                                       |  |                    |                                                        |                                                        |                                                        |  |                    |                                                    |                                                    |                                                    |  |                |                    |                    |  |
|  | Real Madrid C. F.                                                | 7                                                                | 6                                                                |   | Real Madrid C. F. | 3                                                     | 3                                                     |                                                       |  |                    |                                                        |                                                        |                                                        |  |                    |                                                    |                                                    |                                                    |  |                |                    |                    |  |
|  |                                                                  |                                                                  |                                                                  |   | Real Madrid C. F. | 3                                                     | 3                                                     |                                                       |  |                    |                                                        |                                                        |                                                        |  |                    |                                                    |                                                    |                                                    |  |                |                    |                    |  |
|  |                                                                  |                                                                  | Sevilla F. C.                                                    | 0 | 3                 |                                                       |                                                       |                                                       |  |                    |                                                        |                                                        |                                                        |  |                    |                                                    |                                                    |                                                    |  |                |                    |                    |  |
|  | S. D. Formentera                                                 | 1                                                                | Sevilla F. C.                                                    | 0 | 3                 | 1                                                     |                                                       |                                                       |  |                    |                                                        |                                                        |                                                        |  |                    |                                                    |                                                    |                                                    |  |                |                    |                    |  |
|  | S. D. Formentera                                                 | 1                                                                |                                                                  |   |                   |                                                       |                                                       |                                                       |  |                    |                                                        |                                                        |                                                        |  |                    |                                                    |                                                    |                                                    |  |                |                    |                    |  |
|  | Sevilla F. C.                                                    | 5                                                                | 9                                                                |   |                   |                                                       |                                                       |                                                       |  |                    |                                                        |                                                        |                                                        |  |                    |                                                    |                                                    |                                                    |  |                |                    |                    |  |
|  | Sevilla F. C.                                                    | 5                                                                | 9                                                                |   |                   |                                                       |                                                       |                                                       |  | Real Madrid C. F.  | 1                                                      | 2                                                      |                                                        |  |                    |                                                    |                                                    |                                                    |  |                |                    |                    |  |
|  |                                                                  |                                                                  |                                                                  |   |                   |                                                       |                                                       |                                                       |  | Real Madrid C. F.  | 1                                                      | 2                                                      |                                                        |  |                    |                                                    |                                                    |                                                    |  |                |                    |                    |  |
|  |                                                                  |                                                                  | R. C. Celta de Vigo                                              | 2 | 2                 |                                                       |                                                       |                                                       |  |                    |                                                        |                                                        |                                                        |  |                    |                                                    |                                                    |                                                    |  |                |                    |                    |  |
|  | C. D. Leganés                                                    | 1                                                                | R. C. Celta de Vigo                                              | 2 | 2                 | 1                                                     |                                                       |                                                       |  |                    |                                                        |                                                        |                                                        |  |                    |                                                    |                                                    |                                                    |  |                |                    |                    |  |
|  | C. D. Leganés                                                    | 1                                                                |                                                                  |   |                   |                                                       |                                                       |                                                       |  |                    |                                                        |                                                        |                                                        |  |                    |                                                    |                                                    |                                                    |  |                |                    |                    |  |
|  | Valencia C. F.                                                   | 3                                                                | 2                                                                |   |                   |                                                       |                                                       |                                                       |  |                    |                                                        |                                                        |                                                        |  |                    |                                                    |                                                    |                                                    |  |                |                    |                    |  |
|  | Valencia C. F.                                                   | 3                                                                | 2                                                                |   | Valencia C. F.    | 1                                                     | 1                                                     |                                                       |  |                    |                                                        |                                                        |                                                        |  |                    |                                                    |                                                    |                                                    |  |                |                    |                    |  |
|  |                                                                  |                                                                  |                                                                  |   | Valencia C. F.    | 1                                                     | 1                                                     |                                                       |  |                    |                                                        |                                                        |                                                        |  |                    |                                                    |                                                    |                                                    |  |                |                    |                    |  |
|  |                                                                  |                                                                  | R. C. Celta de Vigo                                              | 4 | 2                 |                                                       |                                                       |                                                       |  |                    |                                                        |                                                        |                                                        |  |                    |                                                    |                                                    |                                                    |  |                |                    |                    |  |
|  | UCAM Murcia C. F.                                                | 0                                                                | R. C. Celta de Vigo                                              | 4 | 2                 | 0                                                     |                                                       |                                                       |  |                    |                                                        |                                                        |                                                        |  |                    |                                                    |                                                    |                                                    |  |                |                    |                    |  |
|  | UCAM Murcia C. F.                                                | 0                                                                |                                                                  |   |                   |                                                       |                                                       |                                                       |  |                    |                                                        |                                                        |                                                        |  |                    |                                                    |                                                    |                                                    |  |                |                    |                    |  |
|  | R. C. Celta de Vigo                                              | 1                                                                | 1                                                                |   |                   |                                                       |                                                       |                                                       |  |                    |                                                        |                                                        |                                                        |  |                    |                                                    |                                                    |                                                    |  |                |                    |                    |  |
|  | R. C. Celta de Vigo                                              | 1                                                                | 1                                                                |   |                   |                                                       |                                                       |                                                       |  |                    |                                                        |                                                        |                                                        |  | Celta de Vigo      | 0                                                  | 0                                                  |                                                    |  |                |                    |                    |  |
|  |                                                                  |                                                                  |                                                                  |   |                   |                                                       |                                                       |                                                       |  |                    |                                                        |                                                        |                                                        |  | Celta de Vigo      | 0                                                  | 0                                                  |                                                    |  |                |                    |                    |  |
|  |                                                                  |                                                                  | Deportivo Alavés                                                 | 0 | 1                 |                                                       |                                                       |                                                       |  |                    |                                                        |                                                        |                                                        |  |                    |                                                    |                                                    |                                                    |  |                |                    |                    |  |
|  | A. D. Alcorcón                                                   | 1                                                                | Deportivo Alavés                                                 | 0 | 1                 | 1 (4)                                                 |                                                       |                                                       |  |                    |                                                        |                                                        |                                                        |  |                    |                                                    |                                                    |                                                    |  |                |                    |                    |  |
|  | A. D. Alcorcón                                                   | 1                                                                |                                                                  |   |                   |                                                       |                                                       |                                                       |  |                    |                                                        |                                                        |                                                        |  |                    |                                                    |                                                    |                                                    |  |                |                    |                    |  |
|  | R. C. D. Espanyol                                                | 1                                                                | 1 (3)                                                            |   |                   |                                                       |                                                       |                                                       |  |                    |                                                        |                                                        |                                                        |  |                    |                                                    |                                                    |                                                    |  |                |                    |                    |  |
|  | R. C. D. Espanyol                                                | 1                                                                | 1 (3)                                                            |   | A. D. Alcorcón    | 0                                                     | 2                                                     |                                                       |  |                    |                                                        |                                                        |                                                        |  |                    |                                                    |                                                    |                                                    |  |                |                    |                    |  |
|  |                                                                  |                                                                  |                                                                  |   | A. D. Alcorcón    | 0                                                     | 2                                                     |                                                       |  |                    |                                                        |                                                        |                                                        |  |                    |                                                    |                                                    |                                                    |  |                |                    |                    |  |
|  |                                                                  |                                                                  | Córdoba C. F.                                                    | 0 | 1                 |                                                       |                                                       |                                                       |  |                    |                                                        |                                                        |                                                        |  |                    |                                                    |                                                    |                                                    |  |                |                    |                    |  |
|  | Cordoba C. F.                                                    | 2                                                                | Córdoba C. F.                                                    | 0 | 1                 | 4                                                     |                                                       |                                                       |  |                    |                                                        |                                                        |                                                        |  |                    |                                                    |                                                    |                                                    |  |                |                    |                    |  |
|  | Cordoba C. F.                                                    | 2                                                                |                                                                  |   |                   |                                                       |                                                       |                                                       |  |                    |                                                        |                                                        |                                                        |  |                    |                                                    |                                                    |                                                    |  |                |                    |                    |  |
|  | Málaga C. F.                                                     | 0                                                                | 3                                                                |   |                   |                                                       |                                                       |                                                       |  |                    |                                                        |                                                        |                                                        |  |                    |                                                    |                                                    |                                                    |  |                |                    |                    |  |
|  | Málaga C. F.                                                     | 0                                                                | 3                                                                |   |                   |                                                       |                                                       |                                                       |  | A. D. Alcorcón     | 0                                                      | 0                                                      |                                                        |  |                    |                                                    |                                                    |                                                    |  |                |                    |                    |  |
|  |                                                                  |                                                                  |                                                                  |   |                   |                                                       |                                                       |                                                       |  | A. D. Alcorcón     | 0                                                      | 0                                                      |                                                        |  |                    |                                                    |                                                    |                                                    |  |                |                    |                    |  |
|  |                                                                  |                                                                  | Deportivo Alavés                                                 | 2 | 0                 |                                                       |                                                       |                                                       |  |                    |                                                        |                                                        |                                                        |  |                    |                                                    |                                                    |                                                    |  |                |                    |                    |  |
|  | Real Betis Balompié                                              | 1                                                                | Deportivo Alavés                                                 | 2 | 0                 | 1                                                     |                                                       |                                                       |  |                    |                                                        |                                                        |                                                        |  |                    |                                                    |                                                    |                                                    |  |                |                    |                    |  |
|  | Real Betis Balompié                                              | 1                                                                |                                                                  |   |                   |                                                       |                                                       |                                                       |  |                    |                                                        |                                                        |                                                        |  |                    |                                                    |                                                    |                                                    |  |                |                    |                    |  |
|  | R. C. Deportivo                                                  | 0                                                                | 3                                                                |   |                   |                                                       |                                                       |                                                       |  |                    |                                                        |                                                        |                                                        |  |                    |                                                    |                                                    |                                                    |  |                |                    |                    |  |
|  | R. C. Deportivo                                                  | 0                                                                | 3                                                                |   | R. C. Deportivo   | 2                                                     | 1                                                     |                                                       |  |                    |                                                        |                                                        |                                                        |  |                    |                                                    |                                                    |                                                    |  |                |                    |                    |  |
|  |                                                                  |                                                                  |                                                                  |   | R. C. Deportivo   | 2                                                     | 1                                                     |                                                       |  |                    |                                                        |                                                        |                                                        |  |                    |                                                    |                                                    |                                                    |  |                |                    |                    |  |
|  |                                                                  |                                                                  | Deportivo Alavés                                                 | 2 | 1                 |                                                       |                                                       |                                                       |  |                    |                                                        |                                                        |                                                        |  |                    |                                                    |                                                    |                                                    |  |                |                    |                    |  |
|  | Gimnàstic                                                        | 0                                                                | Deportivo Alavés                                                 | 2 | 1                 | 0                                                     |                                                       |                                                       |  |                    |                                                        |                                                        |                                                        |  |                    |                                                    |                                                    |                                                    |  |                |                    |                    |  |
|  | Gimnàstic                                                        | 0                                                                |                                                                  |   |                   |                                                       |                                                       |                                                       |  |                    |                                                        |                                                        |                                                        |  |                    |                                                    |                                                    |                                                    |  |                |                    |                    |  |
|  | Deportivo Alavés                                                 | 3                                                                | 3                                                                |   |                   |                                                       |                                                       |                                                       |  |                    |                                                        |                                                        |                                                        |  |                    |                                                    |                                                    |                                                    |  |                |                    |                    |  |
|  | Deportivo Alavés                                                 | 3                                                                | 3                                                                |   |                   |                                                       |                                                       |                                                       |  |                    |                                                        |                                                        |                                                        |  |                    |                                                    |                                                    |                                                    |  |                |                    |                    |  |
|  |                                                                  |                                                                  |                                                                  |   |                   |                                                       |                                                       |                                                       |  |                    |                                                        |                                                        |                                                        |  |                    |                                                    |                                                    |                                                    |  |                |                    |                    |  |

### Cuarta Ronda

#### Equipos clasificados
Los veinte equipos de LaLiga Santander junto a los once equipos ganadores de las eliminatorias de la Tercera ronda y el club exento.  El sorteo se celebró en octubre.
- Athletic Club
- S. D. Eibar
- Deportivo Alavés
- Real Sociedad de Fútbol
- Club Atlético de Madrid
- C. D. Leganés
- Real Madrid C. F.
- F. C. Barcelona
- R. C. D. Espanyol
- R. C. Celta de Vigo
- R. C. Deportivo de La Coruña
- Granada C. F.
- Málaga C. F.
- Real Betis Balompié
- Sevilla F. C.
- U. D. Las Palmas
- Club Atlético Osasuna
- Real Sporting de Gijón
- Valencia C. F.
- Villarreal C. F.
- S. D. Huesca
- Racing de Santander
- C. D. Guijuelo
- S. D. Formentera
- C. D. Toledo
- Cultural y Deportiva Leonesa
- Hércules C. F.
- Gimnàstic de Tarragona
- Córdoba C. F.
- A. D. Alcorcón
- UCAM Murcia C. F.
- Real Valladolid

| Ida, 30 de noviembre de 2016, 19:00; | C. D. Toledo | 0:3 (0:2) | Villareal C. F.                                    | Estadio Salto del Caballo, Toledo                            |                                                              |
|                                      |              | Reporte   | - 15' (a.g.) Adrián - 20' Bakambu - 81' Castillejo | Asistencia: 4.200 espectadores Árbitro(s): Estrada Fernández | Asistencia: 4.200 espectadores Árbitro(s): Estrada Fernández |

| Vuelta, 20 de diciembre de 2016, 19:00; | Villareal C. F. | 1:1 (0:0) | C. D. Toledo     | El Madrigal, Castellón                                        |                                                               |
|                                         | - Pato 60'      | Reporte   | - 57' Samu Villa | Asistencia: 12.157 espectadores Árbitro(s): Álvarez Izquierdo | Asistencia: 12.157 espectadores Árbitro(s): Álvarez Izquierdo |
| Clasificado el Villarreal               |                 |           |                  |                                                               |                                                               |

| Ida, 30 de noviembre de 2016, 19:00; | S. D. Formentera | 1:5 (1:4) | Sevilla F. C.                            | Estadio municipal de Formentera, San Francisco              |                                                             |
|                                      | - Gabri 26'      | Reporte   | - 1' 74' Ben Yedder - 15' 29' 43' Correa | Asistencia: 2.416 espectadores Árbitro(s): Martínez Munuera | Asistencia: 2.416 espectadores Árbitro(s): Martínez Munuera |

| Vuelta, 21 de diciembre de 2016, 19:00; | Sevilla F. C.                                                                             | 9:1 (6:0) | S. D. Formentera | Ramón Sánchez-Pizjuán, Sevilla                                  |                                                                 |
|                                         | - Ganso 14' - Luciano Vietto 22' 43' 45' - Ben Yedder 24' 55' 88' - Pablo Sarabia 27' 77' | Reporte   | - 61' Gabri      | Asistencia: 10.930 espectadores Árbitro(s): Iglesias Villanueva | Asistencia: 10.930 espectadores Árbitro(s): Iglesias Villanueva |
| Clasificado el Sevilla                  |                                                                                           |           |                  |                                                                 |                                                                 |

| Ida, 26 de octubre de 2016, 21:00; | Cultural Leonesa | 1:7 (0:2) | Real Madrid C. F.                                                                      | Reino de León, León                                         |                                                             |
|                                    | - Benja 84'      | Reporte   | - 6' (a.g.) Zuiverloon - 32' 53' Asensio - 46' 55' Morata - 68' Nacho - 90'+2' Mariano | Asistencia: 11.516 espectadores Árbitro(s): Trujillo Suárez | Asistencia: 11.516 espectadores Árbitro(s): Trujillo Suárez |

| Vuelta, 30 de noviembre de 2016, 19:00; | Real Madrid C. F.                                              | 6:1 (3:1) | Cultural Leonesa | Estadio Santiago Bernabéu, Madrid                        |                                                          |
|                                         | - Mariano 1' 42' 87' - James 23' - Enzo 63' - César 90' (a.g.) | Reporte   | - 45' Yeray      | Asistencia: 47.656 espectadores Árbitro(s): Melero López | Asistencia: 47.656 espectadores Árbitro(s): Melero López |
| Clasificado el Real Madrid              |                                                                |           |                  |                                                          |                                                          |

| Ida, 30 de noviembre de 2016, 22:00; | Hércules C. F. | 1:1 (0:0) | F. C. Barcelona | Estadio Rico Pérez, Alicante                            |                                                         |
|                                      | Mainz 52'      | Reporte   | 58' Aleñá       | Asistencia: 14.250 espectadores Árbitro(s): Ocón Arráiz | Asistencia: 14.250 espectadores Árbitro(s): Ocón Arráiz |

| Vuelta, 21 de diciembre de 2016, 22:00; | F. C. Barcelona                                                         | 7:0 (2:0) | Hércules C. F. | Camp Nou, Barcelona                                         |                                                             |
|                                         | Digne 37' · Rakitić 45' · Rafinha 50' · Turan 55' 86' 89' · Alcácer 73' | Reporte   |                | Asistencia: 64.025 espectadores Árbitro(s): Munuera Montero | Asistencia: 64.025 espectadores Árbitro(s): Munuera Montero |
| Clasificado el Barcelona                |                                                                         |           |                |                                                             |                                                             |

| Ida, 30 de noviembre de 2016, 21:00; | C. D. Guijuelo | 0:6 (0:2) | Atlético de Madrid                                                      | Estadio Helmantico, Salamanca                                |                                                              |
|                                      |                | Reporte   | - 29' Ñíguez - 45' Vrsaljko - 49' 54' Carrasco - 57' Correa - 85' Núñez | Asistencia: 15.528 espectadores Árbitro(s): Undiano Mallenco | Asistencia: 15.528 espectadores Árbitro(s): Undiano Mallenco |

| Vuelta, 20 de diciembre de 2016, 21:00; | Atlético de Madrid                                    | 4:1 (4:0) | C. D. Guijuelo | Estadio Vicente Calderón, Madrid                              |                                                               |
|                                         | - Gaitán 17' - Correa 22' - Juanfran 29' - Torres 45' | Reporte   | - 80' Pino     | Asistencia: 23.478 espectadores Árbitro(s): Estrada Fernández | Asistencia: 23.478 espectadores Árbitro(s): Estrada Fernández |
| Clasificado el Atlético de Madrid       |                                                       |           |                |                                                               |                                                               |

| Ida, 1 de diciembre de 2016, 22:00; | Racing de Santander | 1:2 (1:2) | Athletic Club         | El Sardinero, Santander                                     |                                                             |
|                                     | - 23' Javi Cobo     | Reporte   | - 11' 28' Raúl García | Asistencia: 10.661 espectadores Árbitro(s): Munuera Montero | Asistencia: 10.661 espectadores Árbitro(s): Munuera Montero |

| Vuelta, 22 de diciembre de 2016, 21:00; | Athletic Club                                  | 3:0 (1:0) | Racing de Santander | San Mamés, Bilbao                                           |                                                             |
|                                         | - Xabier Etxeita 17' - Raúl 47' - Williams 72' | Reporte   |                     | Asistencia: 29.633 espectadores Árbitro(s): Trujillo Suárez | Asistencia: 29.633 espectadores Árbitro(s): Trujillo Suárez |
| Clasificado el Athletic Club            |                                                |           |                     |                                                             |                                                             |

| Ida, 30 de noviembre de 2016, 21:00; | UCAM Murcia C. F. | 0:1 (0:1) | R. C. Celta | Estadio de La Condomina, Murcia                              |                                                              |
|                                      |                   | Reporte   | - 42' Gómez | Asistencia: 5.103 espectadores Árbitro(s): Álvarez Izquierdo | Asistencia: 5.103 espectadores Árbitro(s): Álvarez Izquierdo |

| Vuelta, 22 de diciembre de 2016, 20:00; | R. C. Celta | 1:0 (1:0) | UCAM Murcia C. F. | Balaídos, Vigo                                             |                                                            |
|                                         | - 30' Díaz  | Reporte   |                   | Asistencia: 9.161 espectadores Árbitro(s): Vicandi Garrido | Asistencia: 9.161 espectadores Árbitro(s): Vicandi Garrido |
| Clasificado el Celta de Vigo            |             |           |                   |                                                            |                                                            |

| Ida, 30 de noviembre de 2016, 21:00; | Córdoba Club de Fútbol      | 2:0 (0:0) | Málaga Club de Fútbol | Nuevo Arcángel, Córdoba                                |                                                        |
|                                      | - Rodri 71' - Domínguez 83' | Reporte   |                       | Asistencia: 6.217 espectadores Árbitro(s): Mateu Lahoz | Asistencia: 6.217 espectadores Árbitro(s): Mateu Lahoz |

| Vuelta, 20 de diciembre de 2016, 21:00; | Málaga Club de Fútbol                          | 3:4 (2:2) | Córdoba Club de Fútbol                                          | La Rosaleda, Málaga                                            |                                                                |
|                                         | - 18' Sandro - 39' Sandro - 88' Michael Santos | Reporte   | - 28' 41' Federico Piovaccari - 68' Pedro Ríos - 89' Pedro Ríos | Asistencia: 15.351 espectadores Árbitro(s): Daniel Ocón Arráiz | Asistencia: 15.351 espectadores Árbitro(s): Daniel Ocón Arráiz |
| Clasificado el Córdoba                  |                                                |           |                                                                 |                                                                |                                                                |

| Ida, 1 de diciembre de 2016, 20:00; | Real Valladolid  | 1:3 (1:1) | Real Sociedad                      | Estadio José Zorrilla, Valladolid                              |                                                                |
|                                     | - 14' Jaime Mata | Reporte   | - 7'Íñigo Martínez · 62' 74'Juanmi | Asistencia: 7.280 espectadores Árbitro(s): Hernández Hernández | Asistencia: 7.280 espectadores Árbitro(s): Hernández Hernández |

| Vuelta, 20 de diciembre de 2016, 20:00; | Real Sociedad | 1:1 (1:1) | Real Valladolid             | Anoeta, San Sebastián                                        |                                                              |
|                                         | - 12' Juanmi  | Reporte   | - 44' (a.g.) Mikel González | Asistencia: 13.161 espectadores Árbitro(s): Undiano Mallenco | Asistencia: 13.161 espectadores Árbitro(s): Undiano Mallenco |
| Clasificada la Real Sociedad            |               |           |                             |                                                              |                                                              |

| Ida, 1 de diciembre de 2016, 21:00; | S. D. Huesca                 | 2:2 (0:1) | U. D. Las Palmas           | Estadio El Alcoraz, Huesca                                     |                                                                |
|                                     | - Camacho 65' · Aguilera 71' | Reporte   | - 11'Asdrúbal · 53' Hernán | Asistencia: 2.246 espectadores Árbitro(s): Iglesias Villanueva | Asistencia: 2.246 espectadores Árbitro(s): Iglesias Villanueva |

| Vuelta, 20 de diciembre de 2016, 21:00; | U. D. Las Palmas                  | 2:1 (1:0) | S. D. Huesca         | Gran Canaria, Las Palmas                                |                                                         |
|                                         | - Mateo García 14' · Asdrúbal 60' | Reporte   | - 90+3' Kilian Grant | Asistencia: 10.195 espectadores Árbitro(s): Mateu Lahoz | Asistencia: 10.195 espectadores Árbitro(s): Mateu Lahoz |
| Clasificada Las Palmas                  |                                   |           |                      |                                                         |                                                         |

| Ida, 1 de diciembre de 2016, 21:00; | Gimnàstic de Tarragona | 0:3 (0:1) | Deportivo Alavés                        | Nou Estadi de Tarragona, Tarragona                     |                                                        |
|                                     |                        | Reporte   | - 15' 52' Toquero · 63'Christian Santos | Asistencia: 3.032 espectadores Árbitro(s): Jaime Latre | Asistencia: 3.032 espectadores Árbitro(s): Jaime Latre |

| Vuelta, 22 de diciembre de 2016, 20:00; | Deportivo Alavés                       | 3:0 (3:0) | Gimnàstic de Tarragona | Mendizorroza, Vitoria                                  |                                                        |
|                                         | - Édgar 12' · Sobrino 31' · Torres 40' | Reporte   |                        | Asistencia: 11.043 espectadores Árbitro(s): Clos Gómez | Asistencia: 11.043 espectadores Árbitro(s): Clos Gómez |
| Clasificado el Alavés                   |                                        |           |                        |                                                        |                                                        |

| Ida, 29 de noviembre de 2016, 21:00; | A. D. Alcorcón | 1:1 (0:0) | R. C. D. Espanyol | Estadio Santo Domingo, Alcorcón                        |                                                        |
|                                      | - Álvaro 51'   | Reporte   | - 84' Reyes       | Asistencia: 1.687 espectadores Árbitro(s): Gil Manzano | Asistencia: 1.687 espectadores Árbitro(s): Gil Manzano |

| Vuelta, 22 de diciembre de 2016, 21:00; | R. C. D. Espanyol                                              | 1:1 (0:1) (t. s.)(3:4 p.)  | A. D. Alcorcón                                                           | RCDE Stadium, Barcelona                                         |                                                                 |
|                                         | - Hernán Pérez 84'                                             | Reporte                    | - 20' Álvaro                                                             | Asistencia: 9.143 espectadores Árbitro(s): De Burgos Bengoetxea | Asistencia: 9.143 espectadores Árbitro(s): De Burgos Bengoetxea |
|                                         |                                                                | Tiros desde el punto penal |                                                                          |                                                                 |                                                                 |
|                                         | - Pablo Piatti - Aarón - Gerard Moreno - Hernán Pérez - Jurado |                            | - David Rodríguez - Víctor Pérez - Plano - Samu Delgado - Álvaro Giménez |                                                                 |                                                                 |
| Clasificado el Alcorcón                 |                                                                |                            |                                                                          |                                                                 |                                                                 |

| Ida, 29 de noviembre de 2016, 21:00; | Real Sporting de Gijón | 1:2 (0:1) | S. D. Eibar          | El Molinón, Gijón                                            |                                                              |
|                                      | - Viguera 62'          | Reporte   | - 2' Bebé - 88' Peña | Asistencia: 11.806 espectadores Árbitro(s): Sánchez Martínez | Asistencia: 11.806 espectadores Árbitro(s): Sánchez Martínez |

| Vuelta, 21 de diciembre de 2016, 19:00; | S. D. Eibar                | 3:1 (2:0) | Real Sporting de Gijón | Ipurúa, Éibar                                          |                                                        |
|                                         | - Kike 1' 46' - Adrián 44' | Reporte   | - 89' Rubén            | Asistencia: 4.085 espectadores Árbitro(s): Gil Manzano | Asistencia: 4.085 espectadores Árbitro(s): Gil Manzano |
| Clasificado el Eibar                    |                            |           |                        |                                                        |                                                        |

| Ida, 30 de noviembre de 2016, 21:00; | Granada C. F. | 1:0 (0:0) | Club Atlético Osasuna | Nuevo Los Cármenes, Granada                                |                                                            |
|                                      | - Toral 52'   | Reporte   |                       | Asistencia: 8.872 espectadores Árbitro(s): Vicandi Garrido | Asistencia: 8.872 espectadores Árbitro(s): Vicandi Garrido |

| Vuelta, 21 de diciembre de 2016, 21:00; | Club Atlético Osasuna        | 2:0 (1:0) | Granada C. F. | El Sadar, Pamplona                                          |                                                             |
|                                         | - Berenguer 45' - Romero 59' | Reporte   |               | Asistencia: 9.464 espectadores Árbitro(s): Del Cerro Grande | Asistencia: 9.464 espectadores Árbitro(s): Del Cerro Grande |
| Clasificado el Osasuna                  |                              |           |               |                                                             |                                                             |

| Ida, 29 de noviembre de 2016, 20:00; | C. D. Leganés | 1:3 (0:2) | Valencia C. F.                           | Butarque, Leganés                                            |                                                              |
|                                      | - Machís 59'  | Reporte   | - 3' Munir - 25' Medrán - 90'+1' Bakkali | Asistencia: 6.781 espectadores Árbitro(s): González González | Asistencia: 6.781 espectadores Árbitro(s): González González |

| Vuelta, 21 de diciembre de 2016, 21:00; | Valencia C. F.    | 2:1 (1:0) | C. D. Leganés | Mestalla, Valencia                                       |                                                          |
|                                         | - Rodrigo 36' 89' | Reporte   | - 49' Machís  | Asistencia: 22.041 espectadores Árbitro(s): Melero López | Asistencia: 22.041 espectadores Árbitro(s): Melero López |
| Clasificado el Valencia                 |                   |           |               |                                                          |                                                          |

| Ida, 29 de noviembre de 2016, 22:00; | Real Betis Balompié | 1:0 (1:0) | R. C. Deportivo de La Coruña | Benito Villamarín, Sevilla                                       |                                                                  |
|                                      | - Sanabria 19'      | Reporte   |                              | Asistencia: 18.774 espectadores Árbitro(s): De Burgos Bengoetxea | Asistencia: 18.774 espectadores Árbitro(s): De Burgos Bengoetxea |

| Vuelta, 21 de diciembre de 2016, 21:00; | R. C. Deportivo de La Coruña             | 3:1 (1:0) | Real Betis Balompié | Riazor, La Coruña                                             |                                                               |
|                                         | - Arribas 11' - Luisinho 54' - Babel 59' | Reporte   | - 66' Piccini       | Asistencia: 17.145 espectadores Árbitro(s): González González | Asistencia: 17.145 espectadores Árbitro(s): González González |
| Clasificado el Deportivo                |                                          |           |                     |                                                               |                                                               |

### Octavos de final

#### Equipos clasificados
Dieciséis equipos ganadores de las eliminatorias de 1/16 de final. El sorteo de 1/8 de final se celebró el 23 de diciembre de 2016, a las 12:00 h (hora peninsular).
- Real Sociedad de Fútbol
- S. D. Eibar
- Deportivo Alavés
- Athletic Club
- Real Madrid C. F.
- Club Atlético de Madrid
- A. D. Alcorcón
- Córdoba C. F.
- Sevilla F. C.
- Villarreal C. F.
- Valencia C. F.
- R. C. Celta de Vigo
- R. C. Deportivo de La Coruña
- F. C. Barcelona
- U.D. Las Palmas
- Club Atlético Osasuna

#### U.D. Las Palmas–Atlético de Madrid
| Ida; 3 de enero de 2017, 21:15 | U.D. Las Palmas | 0:2 (0:1) | Atlético de Madrid         | Gran Canaria, Las Palmas                                     |                                                              |
|                                |                 | Reporte   | - 23' Koke - 51' Griezmann | Asistencia: 26.032 espectadores Árbitro(s): Martínez Munuera | Asistencia: 26.032 espectadores Árbitro(s): Martínez Munuera |

| Vuelta; 10 de enero de 2017, 21:15 | Atlético de Madrid           | 2:3 (0:0) | U.D. Las Palmas                 | Estadio Vicente Calderón, Madrid                             |                                                              |
|                                    | - Griezmann 49' - Correa 61' | Reporte   | - 57' 89' Livaja - 90'+3' Mateo | Asistencia: 21.357 espectadores Árbitro(s): Sánchez Martínez | Asistencia: 21.357 espectadores Árbitro(s): Sánchez Martínez |

| Pasa a cuartos de final Atlético de Madrid (Global 4:3) |

#### A. D. Alcorcón–Córdoba C.F.
| Ida; 4 de enero de 2017, 19:00 | A. D. Alcorcón | 0:0     | Córdoba C.F. | Estadio Santo Domingo, Alcorcón                            |                                                            |
|                                |                | Reporte |              | Asistencia: 1.527 espectadores Árbitro(s): Prieto Iglesias | Asistencia: 1.527 espectadores Árbitro(s): Prieto Iglesias |

| Vuelta; 11 de enero de 2017, 19:00 | Córdoba C.F.    | 1:2 (1:0) | A. D. Alcorcón                 | Nuevo Arcángel, Córdoba                                    |                                                            |
|                                    | - Piovaccari 9' | Reporte   | - 51' D. Rodríguez - 68' Alejo | Asistencia: 10.110 espectadores Árbitro(s): Alberola Rojas | Asistencia: 10.110 espectadores Árbitro(s): Alberola Rojas |

| Pasa a cuartos de final A. D. Alcorcón (Global 2:1) |

#### Athletic Club–F. C. Barcelona
| Ida; 5 de enero de 2017, 21:15 | Athletic Club               | 2:1 (2:0) | F. C. Barcelona    | San Mamés, Bilbao                                              |                                                                |
|                                | - Aduriz 25' - Williams 28' | Reporte   | - 52' Lionel Messi | Asistencia: 45.772 espectadores Árbitro(s): Fernández Borbalán | Asistencia: 45.772 espectadores Árbitro(s): Fernández Borbalán |

| Vuelta; 11 de enero de 2017, 21:15 | F. C. Barcelona                       | 3:1 (1:0) | Athletic Club | Camp Nou, Barcelona                                     |                                                         |
|                                    | - Suárez 35' - Neymar 48' - Messi 78' | Reporte   | - 51' Saborit | Asistencia: 71.455 espectadores Árbitro(s): Gil Manzano | Asistencia: 71.455 espectadores Árbitro(s): Gil Manzano |

| Pasa a cuartos de final F. C. Barcelona (Global 4:3) |

#### Real Madrid C. F.–Sevilla F. C.
| Ida; 4 de enero de 2017, 21:15 | Real Madrid C. F.            | 3:0 (3:0) | Sevilla F.C. | Estadio Santiago Bernabéu, Madrid                       |                                                         |
|                                | - James 11' 44' - Varane 29' | Reporte   |              | Asistencia: 78.969 espectadores Árbitro(s): Mateu Lahoz | Asistencia: 78.969 espectadores Árbitro(s): Mateu Lahoz |

| Vuelta; 12 de enero de 2017, 21:15 | Sevilla F.C.                                   | 3:3 (1:0) | Real Madrid C. F.                          | Ramón Sánchez-Pizjuán, Sevilla                               |                                                              |
|                                    | - Danilo 10' (a.g.) - Jovetić 53' - Iborra 78' | Reporte   | - 49' Asensio - 83' Ramos - 90'+3' Benzema | Asistencia: 36.943 espectadores Árbitro(s): Undiano Mallenco | Asistencia: 36.943 espectadores Árbitro(s): Undiano Mallenco |

| Pasa a cuartos de final Real Madrid C. F. (Global 6:3) |

#### Real Sociedad de Fútbol–Villarreal C.F.
| Ida; 4 de enero de 2017, 19:00 | Real Sociedad de Fútbol                  | 3:1 (2:0) | Villarreal C.F. | Anoeta, San Sebastián                                  |                                                        |
|                                | - Willian 17' - Vela 33' - Oyarzabal 73' | Reporte   | - 77' Trigueros | Asistencia: 16.414 espectadores Árbitro(s): Clos Gómez | Asistencia: 16.414 espectadores Árbitro(s): Clos Gómez |

| Vuelta; 11 de enero de 2017, 19:00 | Villarreal C.F. | 1:1 (1:1) | Real Sociedad de Fútbol | Estadio de la Cerámica, Castellón                              |                                                                |
|                                    | - Soriano 45'   | Reporte   | - 15' Oyarzabal         | Asistencia: 14.298 espectadores Árbitro(s): Fernández Borbalán | Asistencia: 14.298 espectadores Árbitro(s): Fernández Borbalán |

| Pasa a cuartos de final Real Sociedad de Fútbol (Global 4:2) |

#### R. C. Deportivo de La Coruña–Deportivo Alavés
| Ida; 3 de enero de 2017, 21:15 | R. C. Deportivo de La Coruña | 2:2 (0:2) | Deportivo Alavés                  | Riazor, La Coruña                                               |                                                                 |
|                                | - Gama 73' - Joselu 90'+3'   | Reporte   | - 3' Santos - 45'+2' Édgar Méndez | Asistencia: 17.887 espectadores Árbitro(s): Hernández Hernández | Asistencia: 17.887 espectadores Árbitro(s): Hernández Hernández |

| Vuelta; 11 de enero de 2017, 19:00 | Deportivo Alavés   | 1:1 (1:0) | R. C. Deportivo de La Coruña | Mendizorroza, Vitoria                                         |                                                               |
|                                    | - Édgar Méndez 45' | Reporte   | - 62' Arribas                | Asistencia: 16.765 espectadores Árbitro(s): Estrada Fernández | Asistencia: 16.765 espectadores Árbitro(s): Estrada Fernández |

| Pasa a cuartos de final Deportivo Alavés (Global 3:3) v. |

#### Valencia C. F.–R. C. Celta de Vigo
| Ida; 3 de enero de 2017, 19:00 | Valencia C. F.    | 1:4 (0:3) | R. C. Celta de Vigo                                 | Mestalla, Valencia                                            |                                                               |
|                                | - Dani Parejo 58' | Reporte   | - 3' Aspas - 14' Bongonda - 19' Wass - 75' Guidetti | Asistencia: 33.958 espectadores Árbitro(s): Estrada Fernández | Asistencia: 33.958 espectadores Árbitro(s): Estrada Fernández |

| Vuelta; 12 de enero de 2017, 19:00 | R. C. Celta de Vigo        | 2:1 (0:0) | Valencia C. F. | Balaídos, Vigo                                                 |                                                                |
|                                    | - Rossi 61' - Sisto 90'+3' | Reporte   | - 63' Araújo   | Asistencia: 9.970 espectadores Árbitro(s): Hernández Hernández | Asistencia: 9.970 espectadores Árbitro(s): Hernández Hernández |

| Pasa a cuartos de final R. C. Celta de Vigo (Global 6:2) |

#### Club Atlético Osasuna–S. D. Eibar
| Ida; 3 de enero de 2017, 19:00 | Club Atlético Osasuna | 0:3 (0:1) | S. D. Eibar                        | El Sadar, Pamplona                                            |                                                               |
|                                |                       | Reporte   | - 27' Nano - 75' Bebé - 90' Adrián | Asistencia: 12.651 espectadores Árbitro(s): González González | Asistencia: 12.651 espectadores Árbitro(s): González González |

| Vuelta; 12 de enero de 2017, 19:00 | S. D. Eibar | 0:0     | Club Atlético Osasuna | Ipurúa, Éibar                                          |                                                        |
|                                    |             | Reporte |                       | Asistencia: 3.627 espectadores Árbitro(s): Jaime Latre | Asistencia: 3.627 espectadores Árbitro(s): Jaime Latre |

| Pasa a cuartos de final S. D. Eibar (Global 3:0) |

### Cuartos de final
El sorteo de 1/4 de final se celebró el viernes 13 de enero de 2017 a las 12:00 horas (horario peninsular).
| Ida, 19 de enero de 2017, 21:15; | Real Sociedad | 0:1 (0:1) | F. C. Barcelona | Anoeta, San Sebastián                                         |                                                               |
|                                  |               | Reporte   | - 21' Neymar    | Asistencia: 28.461 espectadores Árbitro(s): González González | Asistencia: 28.461 espectadores Árbitro(s): González González |

| Vuelta, 26 de enero de 2017, 21:15; | F. C. Barcelona                                                | 5:2 (1:0) | Real Sociedad                   | Camp Nou, Barcelona                                          |                                                              |
|                                     | - Denis 17' 82' - Messi 55' - Luis Suárez 63' - Arda Turan 80' | Reporte   | - 62' Juanmi - 73' Willian José | Asistencia: 58.560 espectadores Árbitro(s): Martínez Munuera | Asistencia: 58.560 espectadores Árbitro(s): Martínez Munuera |
| Clasificado el Barcelona            |                                                                |           |                                 |                                                              |                                                              |

| Ida, 18 de enero de 2017, 19:15; | AD Alcorcón | 0:2 (0:0) | Deportivo Alavés  | Estadio Santo Domingo, Alcorcón                              |                                                              |
|                                  |             | Reporte   | - 90' 90'+4' Ibai | Asistencia: 3.398 espectadores Árbitro(s): Álvarez Izquierdo | Asistencia: 3.398 espectadores Árbitro(s): Álvarez Izquierdo |

| Vuelta, 24 de enero de 2017, 21:15; | Deportivo Alavés | 0:0     | AD Alcorcón | Mendizorroza, Vitoria                                           |                                                                 |
|                                     |                  | Reporte |             | Asistencia: 11.287 espectadores Árbitro(s): Iglesias Villanueva | Asistencia: 11.287 espectadores Árbitro(s): Iglesias Villanueva |
| Clasificado el Alavés               |                  |         |             |                                                                 |                                                                 |

| Ida, 19 de enero de 2017, 19:15; | Atlético de Madrid                         | 3:0 (1:0) | SD Eibar | Estadio Vicente Calderón, Madrid                        |                                                         |
|                                  | - Griezmann 29' - Correa 60' - Gameiro 68' | Reporte   |          | Asistencia: 24.826 espectadores Árbitro(s): Mateu Lahoz | Asistencia: 24.826 espectadores Árbitro(s): Mateu Lahoz |

| Vuelta, 25 de enero de 2017, 19:15; | SD Eibar                            | 2:2 (0:0) | Atlético de Madrid           | Ipurúa, Éibar                                          |                                                        |
|                                     | - Sergi Enrich 73' - Pedro León 80' | Reporte   | - 49' Giménez - 85' Juanfran | Asistencia: 4.000 espectadores Árbitro(s): Jaime Latre | Asistencia: 4.000 espectadores Árbitro(s): Jaime Latre |
| Clasificado el Atlético de Madrid   |                                     |           |                              |                                                        |                                                        |

| Ida, 18 de enero de 2017, 21:15; | Real Madrid   | 1:2 (0:0) | Celta de Vigo           | Estadio Santiago Bernabéu, Madrid                              |                                                                |
|                                  | - Marcelo 69' | Reporte   | - 64' Aspas - 70' Jonny | Asistencia: 58.196 espectadores Árbitro(s): Fernández Borbalán | Asistencia: 58.196 espectadores Árbitro(s): Fernández Borbalán |

| Vuelta, 25 de enero de 2017, 21:15; | Celta de Vigo                         | 2:2 (1:0) | Real Madrid                         | Balaídos, Vigo                                               |                                                              |
|                                     | - Danilo 44' (a.g.) - Daniel Wass 85' | Reporte   | - 62' Cristiano - 90' Lucas Vázquez | Asistencia: 23.491 espectadores Árbitro(s): Sánchez Martínez | Asistencia: 23.491 espectadores Árbitro(s): Sánchez Martínez |
| Clasificado el Celta de Vigo        |                                       |           |                                     |                                                              |                                                              |

### Semifinales
| Ida, 2 de febrero de 2017, 21:00; | Celta de Vigo | 0:0     | Deportivo Alavés | Balaídos, Vigo                                                |                                                               |
|                                   |               | Reporte |                  | Asistencia: 18.989 espectadores Árbitro(s): González González | Asistencia: 18.989 espectadores Árbitro(s): González González |

| Vuelta, 8 de febrero de 2017, 21:00; | Deportivo Alavés | 1:0 (0:0) | Celta de Vigo | Mendizorroza, Vitoria                                   |                                                         |
|                                      | - Édgar 82'      | Reporte   |               | Asistencia: 19.307 espectadores Árbitro(s): Mateu Lahoz | Asistencia: 19.307 espectadores Árbitro(s): Mateu Lahoz |
| Clasificado el Alavés                |                  |           |               |                                                         |                                                         |

| Ida, 1 de febrero de 2017, 21:00; | Atlético de Madrid | 1:2 (0:2) | F. C. Barcelona              | Estadio Vicente Calderón, Madrid                                 |                                                                  |
|                                   | - Griezmann 59'    | Reporte   | - 7' Luis Suárez - 33' Messi | Asistencia: 48.214 espectadores Árbitro(s): De Burgos Bengoetxea | Asistencia: 48.214 espectadores Árbitro(s): De Burgos Bengoetxea |

| Vuelta, 7 de febrero de 2017, 21:00; | F. C. Barcelona   | 1:1 (1:0) | Atlético de Madrid | Camp Nou, Barcelona                                     |                                                         |
|                                      | - Luis Suárez 43' | Reporte   | - 82' Gameiro      | Asistencia: 67.734 espectadores Árbitro(s): Gil Manzano | Asistencia: 67.734 espectadores Árbitro(s): Gil Manzano |
| Clasificado el Barcelona             |                   |           |                    |                                                         |                                                         |

### Final
| Final; 27 de mayo de 2017, 21:30 | F. C. Barcelona                                       | 3:1 (3:1) | Deportivo Alavés     | Estadio Vicente Calderón, Madrid                       |                                                        |
|                                  | - Lionel Messi 30' - Neymar 45' - Paco Alcácer 45'+3' | Reporte   | - 33' Theo Hernández | Asistencia: 45.000 espectadores Árbitro(s): Clos Gómez | Asistencia: 45.000 espectadores Árbitro(s): Clos Gómez |

| 13    | POR   | Jasper Cillessen  |     |
| 23    | DEF   | Samuel Umtiti     |     |
| 3     | DEF   | Gerard Piqué      |     |
| 14    | DEF   | Javier Mascherano | 11' |
| 18    | DEF   | Jordi Alba        |     |
| 4     | MED   | Ivan Rakitić      | 83' |
| 5     | MED   | Sergio Busquets   |     |
| 8     | MED   | Andrés Iniesta    |     |
| 10    | DEL   | Lionel Messi      |     |
| 17    | DEL   | Paco Alcácer      |     |
| 11    | DEL   | Neymar            |     |
| D. T. | D. T. | Luis Enrique      |     |

| 1     | POR   | Fernando Pacheco    |     |
| 15    | DEF   | Theo Hernández      | 79' |
| 24    | DEF   | Zouhair Feddal      |     |
| 2     | DEF   | Rodrigo Ely         |     |
| 22    | DEF   | Carlos Vigaray      |     |
| 21    | DEF   | Kiko Femenía        |     |
| 11    | MED   | Ibai Gómez          | 60' |
| 19    | MED   | Manu García         |     |
| 6     | MED   | Marcos Llorente     |     |
| 17    | MED   | Édgar Méndez        | 59' |
| 20    | DEL   | Deyverson Silva     |     |
| D. T. | D. T. | Mauricio Pellegrino |     |

| 21 | MED | André Gomes | 11' |
| 22 | DEF | Aleix Vidal | 83' |

| 8  | MED | Víctor Camarasa | 59' |
| 7  | DEL | Rubén Sobrino   | 60' |
| 10 | MED | Óscar Romero    | 79' |

| 30' · 45' · 45'+3' | Lionel Messi Neymar Paco Alcácer | 1:0 2:1 3:1 |

| 33' | Theo Hernández | 1:1 |

| 42' · 76' · 76' | Samuel Umtiti Lionel Messi Andrés Iniesta |

| 16' · 39' · 49' · 76' · 88' | Édgar Méndez Manu García Rodrigo Ely Rubén Sobrino Deyverson Silva |

| Principal  | Carlos Clos Gómez   |
| Asistentes | Cabañero Martínez   |
|            | Barbero Sevilla     |
| Cuarto     | Hernández Hernández |
| Quinto     | Sobrino Magán       |

|                    |       |       |
| Tiros              | 16    | 15    |
| Tiros a puerta     | 7     | 2     |
| Faltas             | 8     | 15    |
| Saques de esquina  | 8     | 6     |
| Penaltis           | 0     | 0     |
| Fueras de juego    | 1     | 1     |
| Posesión del balón | 72,5% | 27,5% |

| Alineación inicial |

| 13    | POR   | Jasper Cillessen  |     |
| 23    | DEF   | Samuel Umtiti     |     |
| 3     | DEF   | Gerard Piqué      |     |
| 14    | DEF   | Javier Mascherano | 11' |
| 18    | DEF   | Jordi Alba        |     |
| 4     | MED   | Ivan Rakitić      | 83' |
| 5     | MED   | Sergio Busquets   |     |
| 8     | MED   | Andrés Iniesta    |     |
| 10    | DEL   | Lionel Messi      |     |
| 17    | DEL   | Paco Alcácer      |     |
| 11    | DEL   | Neymar            |     |
| D. T. | D. T. | Luis Enrique      |     |

| 1     | POR   | Fernando Pacheco    |     |
| 15    | DEF   | Theo Hernández      | 79' |
| 24    | DEF   | Zouhair Feddal      |     |
| 2     | DEF   | Rodrigo Ely         |     |
| 22    | DEF   | Carlos Vigaray      |     |
| 21    | DEF   | Kiko Femenía        |     |
| 11    | MED   | Ibai Gómez          | 60' |
| 19    | MED   | Manu García         |     |
| 6     | MED   | Marcos Llorente     |     |
| 17    | MED   | Édgar Méndez        | 59' |
| 20    | DEL   | Deyverson Silva     |     |
| D. T. | D. T. | Mauricio Pellegrino |     |

| 21 | MED | André Gomes | 11' |
| 22 | DEF | Aleix Vidal | 83' |

| 8  | MED | Víctor Camarasa | 59' |
| 7  | DEL | Rubén Sobrino   | 60' |
| 10 | MED | Óscar Romero    | 79' |

| 30' · 45' · 45'+3' | Lionel Messi Neymar Paco Alcácer | 1:0 2:1 3:1 |

| 33' | Theo Hernández | 1:1 |

| 42' · 76' · 76' | Samuel Umtiti Lionel Messi Andrés Iniesta |

| 16' · 39' · 49' · 76' · 88' | Édgar Méndez Manu García Rodrigo Ely Rubén Sobrino Deyverson Silva |

| Principal  | Carlos Clos Gómez   |
| Asistentes | Cabañero Martínez   |
|            | Barbero Sevilla     |
| Cuarto     | Hernández Hernández |
| Quinto     | Sobrino Magán       |

|                    |       |       |
| Tiros              | 16    | 15    |
| Tiros a puerta     | 7     | 2     |
| Faltas             | 8     | 15    |
| Saques de esquina  | 8     | 6     |
| Penaltis           | 0     | 0     |
| Fueras de juego    | 1     | 1     |
| Posesión del balón | 72,5% | 27,5% |

| Alineación inicial |

| 13    | POR   | Jasper Cillessen  |     |
| 23    | DEF   | Samuel Umtiti     |     |
| 3     | DEF   | Gerard Piqué      |     |
| 14    | DEF   | Javier Mascherano | 11' |
| 18    | DEF   | Jordi Alba        |     |
| 4     | MED   | Ivan Rakitić      | 83' |
| 5     | MED   | Sergio Busquets   |     |
| 8     | MED   | Andrés Iniesta    |     |
| 10    | DEL   | Lionel Messi      |     |
| 17    | DEL   | Paco Alcácer      |     |
| 11    | DEL   | Neymar            |     |
| D. T. | D. T. | Luis Enrique      |     |

| 1     | POR   | Fernando Pacheco    |     |
| 15    | DEF   | Theo Hernández      | 79' |
| 24    | DEF   | Zouhair Feddal      |     |
| 2     | DEF   | Rodrigo Ely         |     |
| 22    | DEF   | Carlos Vigaray      |     |
| 21    | DEF   | Kiko Femenía        |     |
| 11    | MED   | Ibai Gómez          | 60' |
| 19    | MED   | Manu García         |     |
| 6     | MED   | Marcos Llorente     |     |
| 17    | MED   | Édgar Méndez        | 59' |
| 20    | DEL   | Deyverson Silva     |     |
| D. T. | D. T. | Mauricio Pellegrino |     |

| 21 | MED | André Gomes | 11' |
| 22 | DEF | Aleix Vidal | 83' |

| 8  | MED | Víctor Camarasa | 59' |
| 7  | DEL | Rubén Sobrino   | 60' |
| 10 | MED | Óscar Romero    | 79' |

| 30' · 45' · 45'+3' | Lionel Messi Neymar Paco Alcácer | 1:0 2:1 3:1 |

| 33' | Theo Hernández | 1:1 |

| 42' · 76' · 76' | Samuel Umtiti Lionel Messi Andrés Iniesta |

| 16' · 39' · 49' · 76' · 88' | Édgar Méndez Manu García Rodrigo Ely Rubén Sobrino Deyverson Silva |

| Principal  | Carlos Clos Gómez   |
| Asistentes | Cabañero Martínez   |
|            | Barbero Sevilla     |
| Cuarto     | Hernández Hernández |
| Quinto     | Sobrino Magán       |

|                    |       |       |
| Tiros              | 16    | 15    |
| Tiros a puerta     | 7     | 2     |
| Faltas             | 8     | 15    |
| Saques de esquina  | 8     | 6     |
| Penaltis           | 0     | 0     |
| Fueras de juego    | 1     | 1     |
| Posesión del balón | 72,5% | 27,5% |

| Alineación inicial |

| 13    | POR   | Jasper Cillessen  |     |
| 23    | DEF   | Samuel Umtiti     |     |
| 3     | DEF   | Gerard Piqué      |     |
| 14    | DEF   | Javier Mascherano | 11' |
| 18    | DEF   | Jordi Alba        |     |
| 4     | MED   | Ivan Rakitić      | 83' |
| 5     | MED   | Sergio Busquets   |     |
| 8     | MED   | Andrés Iniesta    |     |
| 10    | DEL   | Lionel Messi      |     |
| 17    | DEL   | Paco Alcácer      |     |
| 11    | DEL   | Neymar            |     |
| D. T. | D. T. | Luis Enrique      |     |

| 1     | POR   | Fernando Pacheco    |     |
| 15    | DEF   | Theo Hernández      | 79' |
| 24    | DEF   | Zouhair Feddal      |     |
| 2     | DEF   | Rodrigo Ely         |     |
| 22    | DEF   | Carlos Vigaray      |     |
| 21    | DEF   | Kiko Femenía        |     |
| 11    | MED   | Ibai Gómez          | 60' |
| 19    | MED   | Manu García         |     |
| 6     | MED   | Marcos Llorente     |     |
| 17    | MED   | Édgar Méndez        | 59' |
| 20    | DEL   | Deyverson Silva     |     |
| D. T. | D. T. | Mauricio Pellegrino |     |

| 21 | MED | André Gomes | 11' |
| 22 | DEF | Aleix Vidal | 83' |

| 8  | MED | Víctor Camarasa | 59' |
| 7  | DEL | Rubén Sobrino   | 60' |
| 10 | MED | Óscar Romero    | 79' |

| 30' · 45' · 45'+3' | Lionel Messi Neymar Paco Alcácer | 1:0 2:1 3:1 |

| 33' | Theo Hernández | 1:1 |

| 42' · 76' · 76' | Samuel Umtiti Lionel Messi Andrés Iniesta |

| 16' · 39' · 49' · 76' · 88' | Édgar Méndez Manu García Rodrigo Ely Rubén Sobrino Deyverson Silva |

| Principal  | Carlos Clos Gómez   |
| Asistentes | Cabañero Martínez   |
|            | Barbero Sevilla     |
| Cuarto     | Hernández Hernández |
| Quinto     | Sobrino Magán       |

|                    |       |       |
| Tiros              | 16    | 15    |
| Tiros a puerta     | 7     | 2     |
| Faltas             | 8     | 15    |
| Saques de esquina  | 8     | 6     |
| Penaltis           | 0     | 0     |
| Fueras de juego    | 1     | 1     |
| Posesión del balón | 72,5% | 27,5% |

| Alineación inicial |

|                 |
|                 |
| Campeón         |
| F. C. Barcelona |
| 29.º título     |

## Estadísticas

### Máximos goleadores
| Última actualización: 2 de febrero de 2017 |

### Máximos rematadores
| 2º                                        | Joaquín Correa    | Sevilla F. C.                | 16 | 4 | 4    |
| 3º                                        | Wissam Ben Yedder | Sevilla F. C.                | 14 | 4 | 3.5  |
| 4º                                        | Álvaro Morata     | Real Madrid C. F.            | 14 | 5 | 2,8  |
| 5º                                        | Luciano Vietto    | Sevilla F. C.                | 13 | 3 | 4,33 |
| 6º                                        | Joselu            | R. C. Deportivo de La Coruña | 13 | 4 | 3,25 |
| 7º                                        | Mariano           | Real Madrid C. F.            | 12 | 5 | 2,4  |
| Última actualización: 25 de enero de 2017 |                   |                              |    |   |      |

### Asistencias de gol
| 2º                                            | Dani Carvajal               | Real Madrid C. F. | 2 | 2 | 1 |
| 3º                                            | Daniel Alejandro Torres     | Deportivo Alavés  | 2 | 2 | 1 |
| 4º                                            | Lucas Vázquez               | Real Madrid C. F. | 2 | 2 | 1 |
| 5º                                            | Pablo Sarabia               | Sevilla F. C.     | 2 | 2 | 1 |
| 6º                                            | Vicente Iborra de la Fuente | Sevilla F. C.     | 2 | 2 | 1 |
| 7                                             | Aleksandar Katai            | Deportivo Alavés  | 2 | 2 | 1 |
| 8º                                            | Paulo Henrique Ganso        | Villarreal C. F.  | 2 | 2 | 1 |
| 9º                                            | Óscar Plano                 | A. D. Alcorcón    | 2 | 2 | 1 |
| 10                                            | Joaquín Correa              | Sevilla F. C.     | 2 | 2 | 1 |
| Última actualización: 23 de diciembre de 2016 |                             |                   |   |   |   |